# Représentations diplomatiques de la Colombie

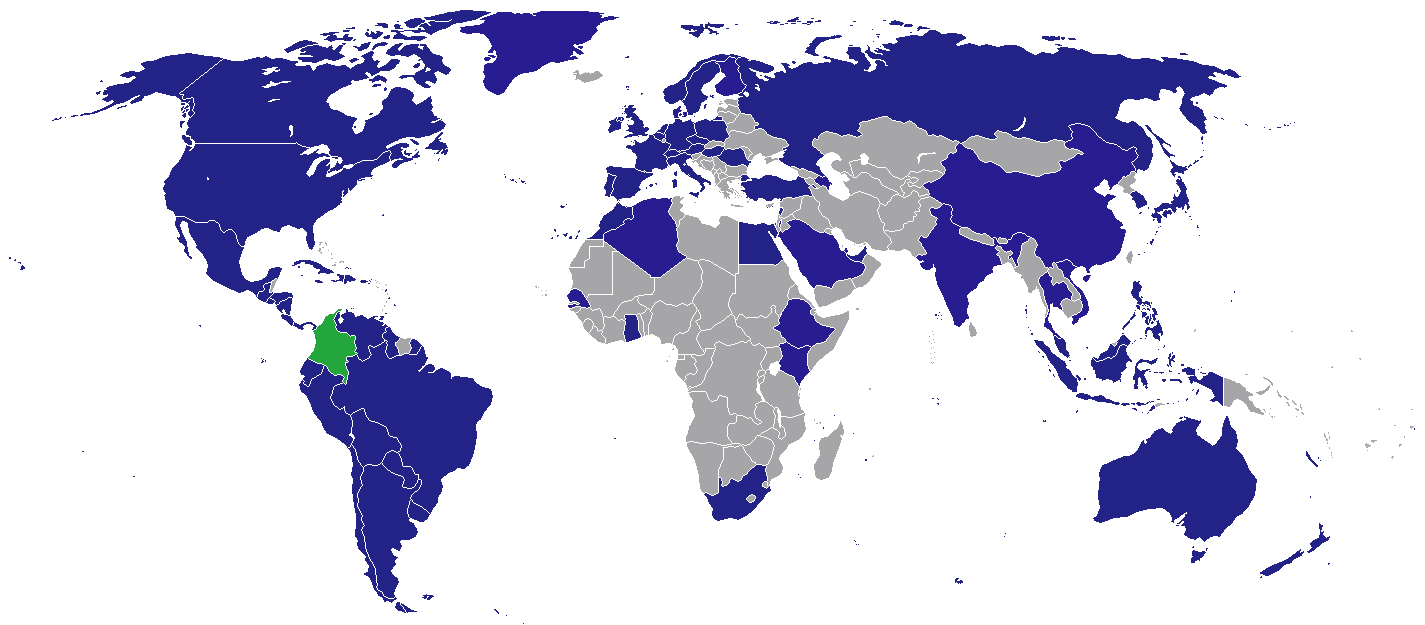
Pays avec des représentations diplomatiques colombiennes :
Colombie
Ambassade

Cette liste comprend les représentations diplomatiques de la Colombie, à l'exclusion des consulats honoraires.

## Afrique
- Afrique du Sud
  - Pretoria (ambassade)
- Algérie
  - Alger (ambassade)
- Égypte
  - Le Caire (ambassade)
- Éthiopie
  - Addis-Abeba (ambassade)[1]
- Ghana
  - Accra (ambassade)
- Kenya
  - Nairobi (ambassade)
- Maroc
  - Rabat (ambassade)
- Sénégal
  - Dakar (ambassade)[2]

## Amérique
- Argentine
  - Buenos Aires (ambassade)
- Barbade
  - Bridgetown (ambassade)
- Bolivie
  - La Paz (ambassade)
- Brésil
  - Brasilia (ambassade (en))
  - Manaus (consulat général)
  - Rio de Janeiro (consulat général)
  - São Paulo (consulat général)
  - Tabatinga (consulat)
- Canada
  - Ottawa (ambassade)
  - Calgary (consulat général)
  - Montréal (consulat général)
  - Toronto (consulat général)
  - Vancouver (consulat général)
- Chili
  - Santiago (ambassade)
  - Antofagasta (consulat général)
- Costa Rica
  - San José (ambassade)
- Cuba
  - La Havane (ambassade)
- Équateur
  - Quito (ambassade (en))
  - Guayaquil (consulat)
  - Esmeraldas (consulat)
  - Nueva Loja (consulat)
  - Santo Domingo (consulat)
  - Tulcán (consulat)
- États-Unis
  - Washington (ambassade (en))
  - Atlanta (consulat général)
  - Boston (consulat général)
  - Chicago (consulat général)
  - Houston (consulat général)
  - Los Angeles (consulat général)
  - Miami (consulat général)
  - Newark (consulat général)
  - New York (consulat général)
  - Orlando (consulat général)
  - San Francisco (consulat général)
  - San Juan (consulat général)
- Guatemala
  - Guatemala (ambassade)
- Guyana
  - Georgetown (ambassade)
- Haïti
  - Port-au-Prince (ambassade)
- Honduras
  - Tegucigalpa (ambassade)
- Jamaïque
  - Kingston (ambassade)
- Mexique
  - Mexico (ambassade)
  - Cancún (consulat général)
  - Guadalajara (consulat)
- Nicaragua
  - Managua (ambassade)
- Panama
  - Panama (ambassade)
  - Colón (consulat)
  - Jaqué (consulat)
  - Puerto Obaldía (consulat)
- Paraguay
  - Asuncion (ambassade)
- Pérou
  - Lima (ambassade (en))
  - Iquitos (consulat)
- République dominicaine
  - Saint-Domingue (ambassade)
- Salvador
  - San Salvador (ambassade)
- Trinité-et-Tobago
  - Port-d'Espagne (ambassade)
- Uruguay
  - Montevideo (ambassade (en))
- Venezuela
  - Caracas (ambassade)
  - Maracaibo (consulat général)
  - Valencia (consulat général)
  - El Amparo (consulat)
  - Barinas (consulat)
  - Barquisimeto (consulat)
  - Machiques (consulat)
  - Mérida (consulat)
  - Puerto Ayacucho (consulat)
  - Puerto La Cruz (consulat)
  - Puerto Ordaz (consulat)
  - San Antonio del Tachira (consulat)
  - San Carlos de Zulia (consulat)
  - San Cristóbal (consulat)
  - San Fernando de Atabapo (consulat)

## Asie
- Arabie saoudite
  - Riyad (ambassade)
- Azerbaïdjan
  - Bakou (ambassade)
- Chine
  - Pékin (ambassade)
  - Canton (consulat général)
  - Hong Kong (consulat général)
  - Shanghai (consulat général)
- Corée du Sud
  - Séoul (ambassade)
- Émirats arabes unis
  - Abou Dabi (ambassade)
- Inde
  - New Delhi (ambassade)
- Indonésie
  - Jakarta (ambassade)
- Japon
  - Tokyo (ambassade)
- Liban
  - Beyrouth (ambassade)
- Malaisie
  - Kuala Lumpur (ambassade)
- Palestine
  - Ramallah (ambassade)
- Philippines
  - Manille (ambassade)
- Qatar
  - Doha (ambassade)
- Singapour
  - Singapour (ambassade)
- Thaïlande
  - Bangkok (ambassade)
- Turquie
  - Ankara (ambassade)
  - Istanbul (consulat général)
- Vietnam
  - Hanoï (ambassade)

## Europe
- Allemagne
  - Berlin (ambassade)
  - Francfort (consulat général)
- Autriche
  - Vienne (ambassade (en))
- Belgique
  - Bruxelles (ambassade)
- Danemark
  - Copenhague (ambassade)
- Espagne
  - Madrid (ambassade (en))
  - Barcelone (consulat général)
  - Bilbao (consulat général)
  - Las Palmas de Grande Canarie (consulat général)
  - Palma (consulat général)
  - Séville (consulat général)
  - Valence (consulat général)
- Finlande
  - Helsinki (ambassade)
- France
  - Paris (ambassade)
- Hongrie
  - Budapest (ambassade)
- Irlande
  - Dublin (ambassade)
- Italie
  - Rome (ambassade)
  - Milan (consulat général)
- Norvège
  - Oslo (ambassade)
- Pays-Bas
  - La Haye (ambassade)
  - Amsterdam (consulat général)
  - Oranjestad, Aruba (consulat général)
  - Willemstad, Curaçao (consulat)
- Pologne
  - Varsovie (ambassade)
- Portugal
  - Lisbonne (ambassade)
- Royaume-Uni
  - Londres (ambassade (en))
- Roumanie
  - Bucarest (ambassade)
- Russie
  - Moscou (ambassade)
- Suède
  - Stockholm (ambassade)
- Suisse
  - Berne (ambassade)
- Tchéquie
  - Prague (ambassade)
- Vatican
  - Rome (ambassade (en))[note 1]

## Océanie
- Australie
  - Canberra (ambassade)
  - Sydney (consulat général)
- Nouvelle-Zélande
  - Wellington (ambassade)
  - Auckland (consulat général)

## Organisations internationales
- Union européenne
  - Bruxelles (mission)
- Organisation de coopération et de développement économiques
  - Paris (mission permanente)
- Organisation des Nations unies pour l'alimentation et l'agriculture
  - Rome (mission permanente)
- Association latino-américaine d’intégration
  - Montevideo (mission permanente)
- Mercosur
  - Montevideo (mission permanente)
- Organisation des États américains
  - Washington (mission permanente)
- UNESCO
  - Paris (mission permanente)
- ONU
  - Nairobi (mission permanente auprès des Nations unies et d'autres organisations internationales)
  - New York (mission permanente)
  - Genève (mission permanente auprès des Nations unies et d'autres organisations internationales)

## Galerie

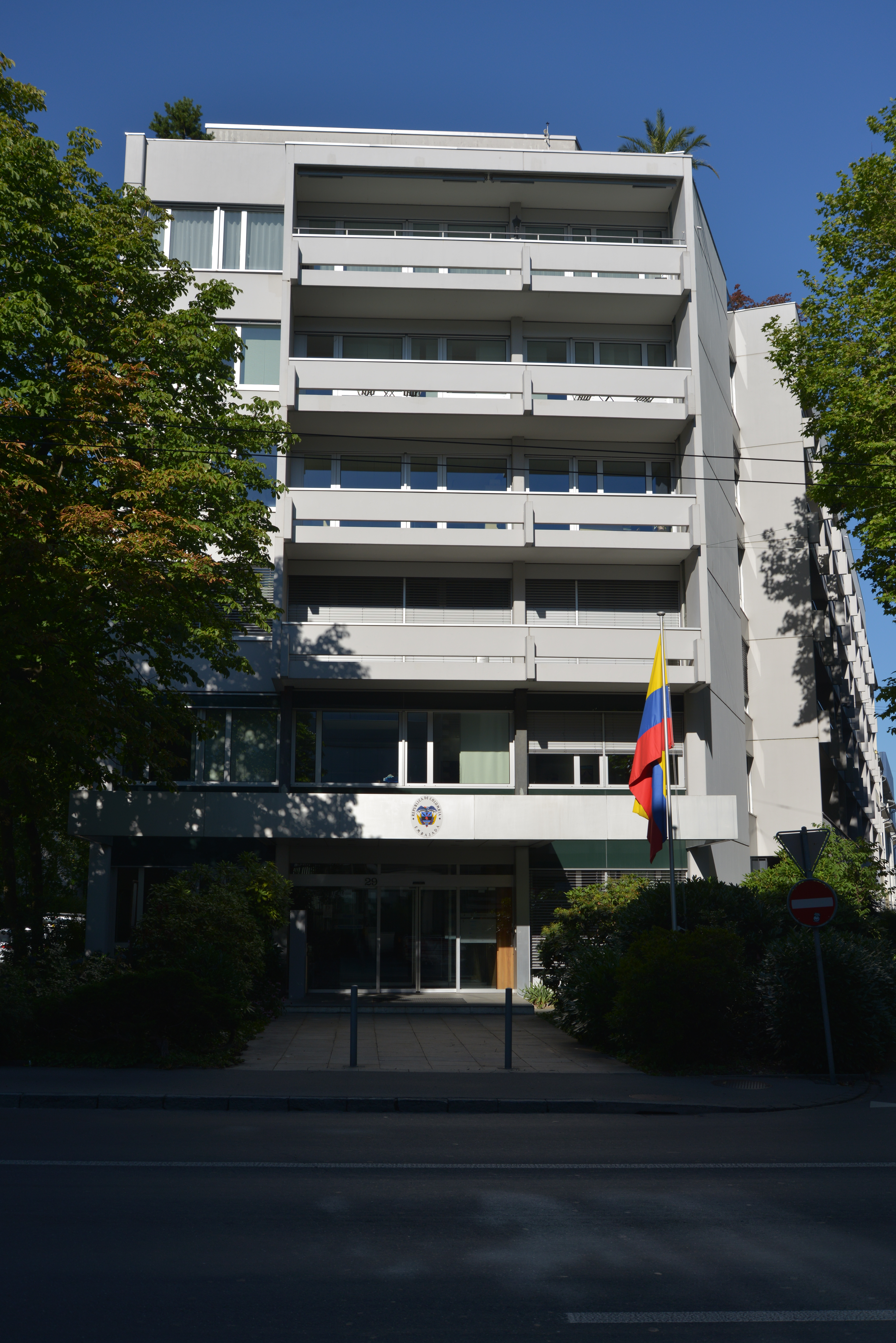
Ambassade à Berne.
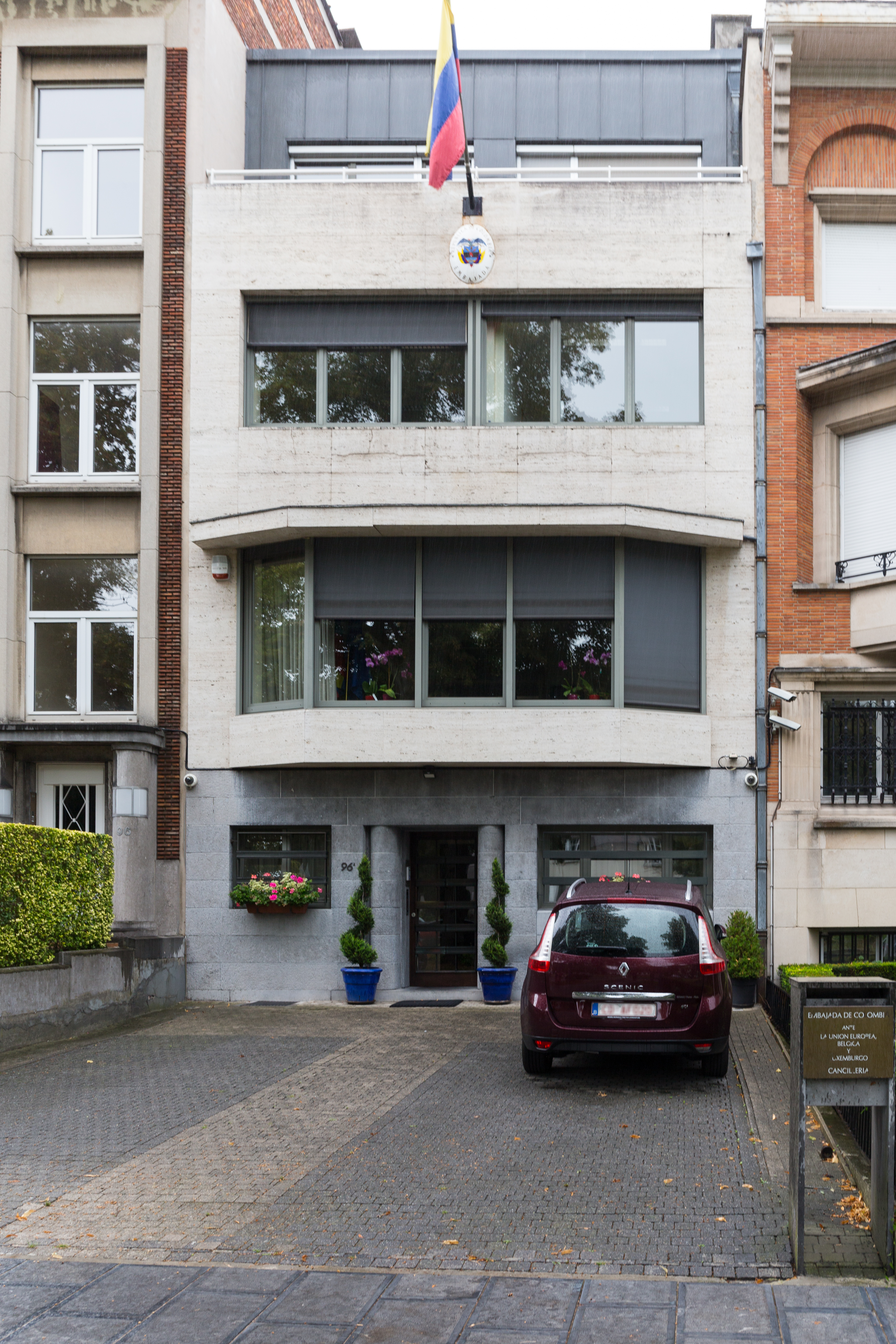
Ambassade à Bruxelles.
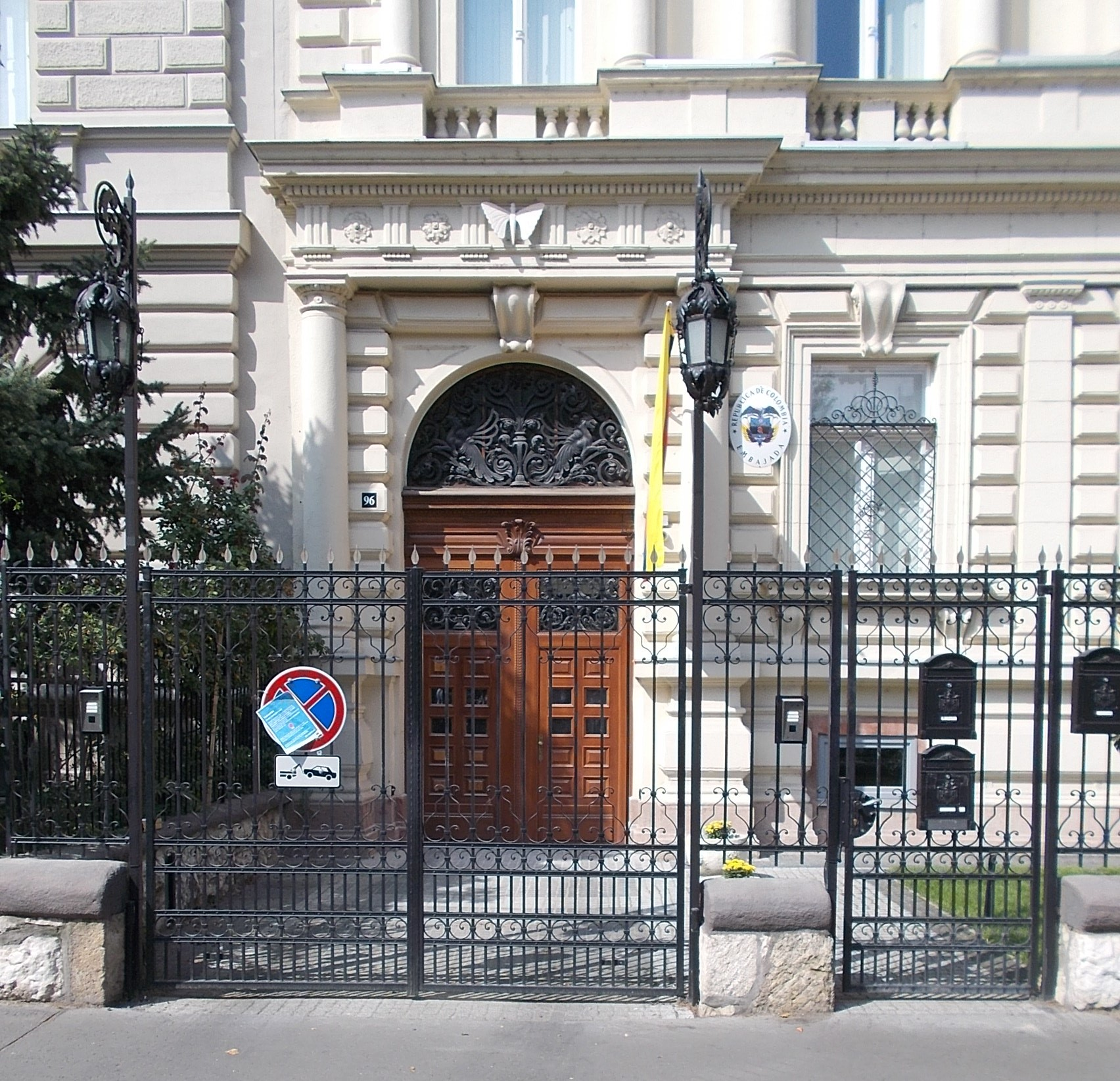
Ambassade à Budapest.
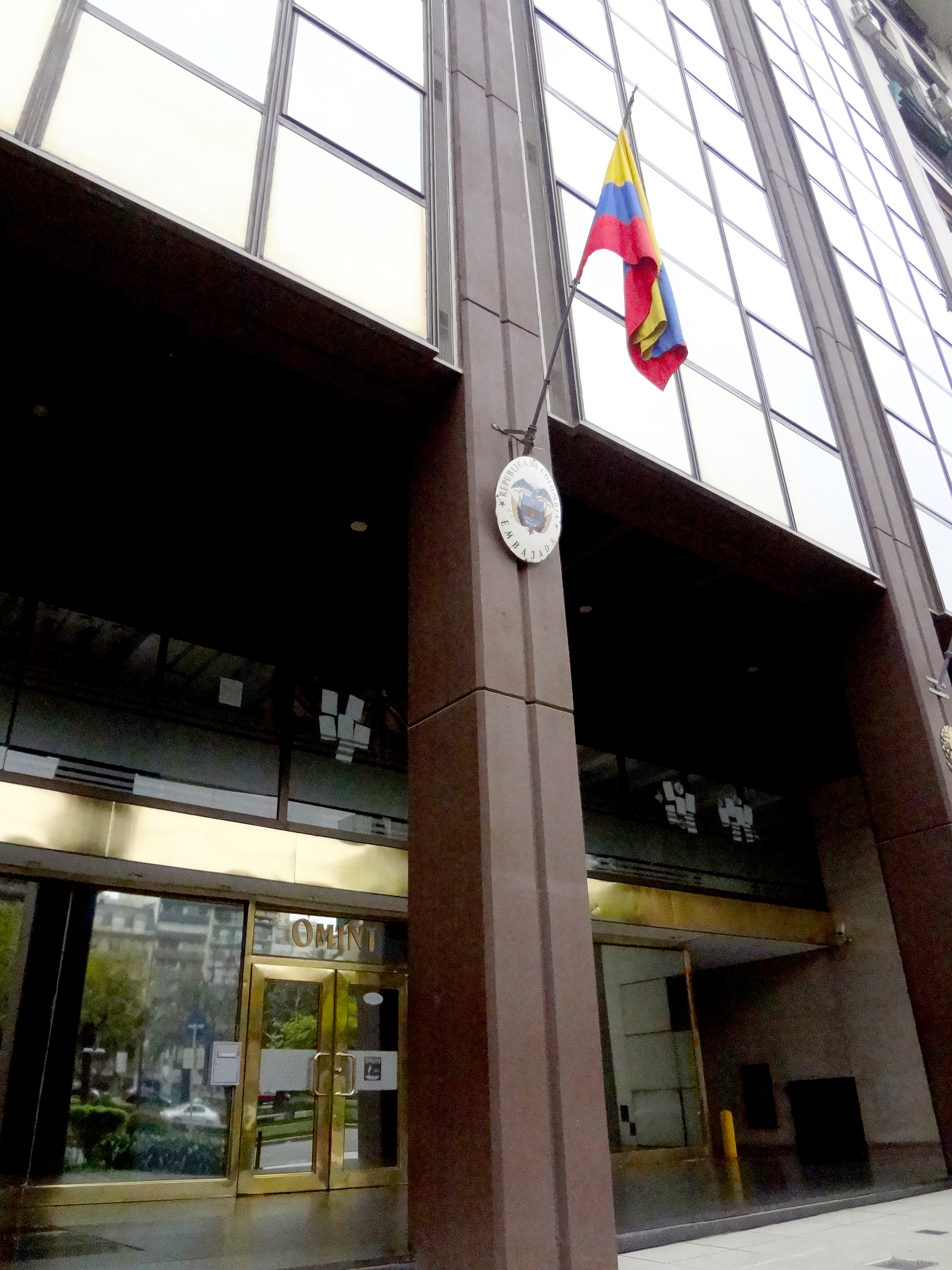
Ambassade à Buenos Aires.
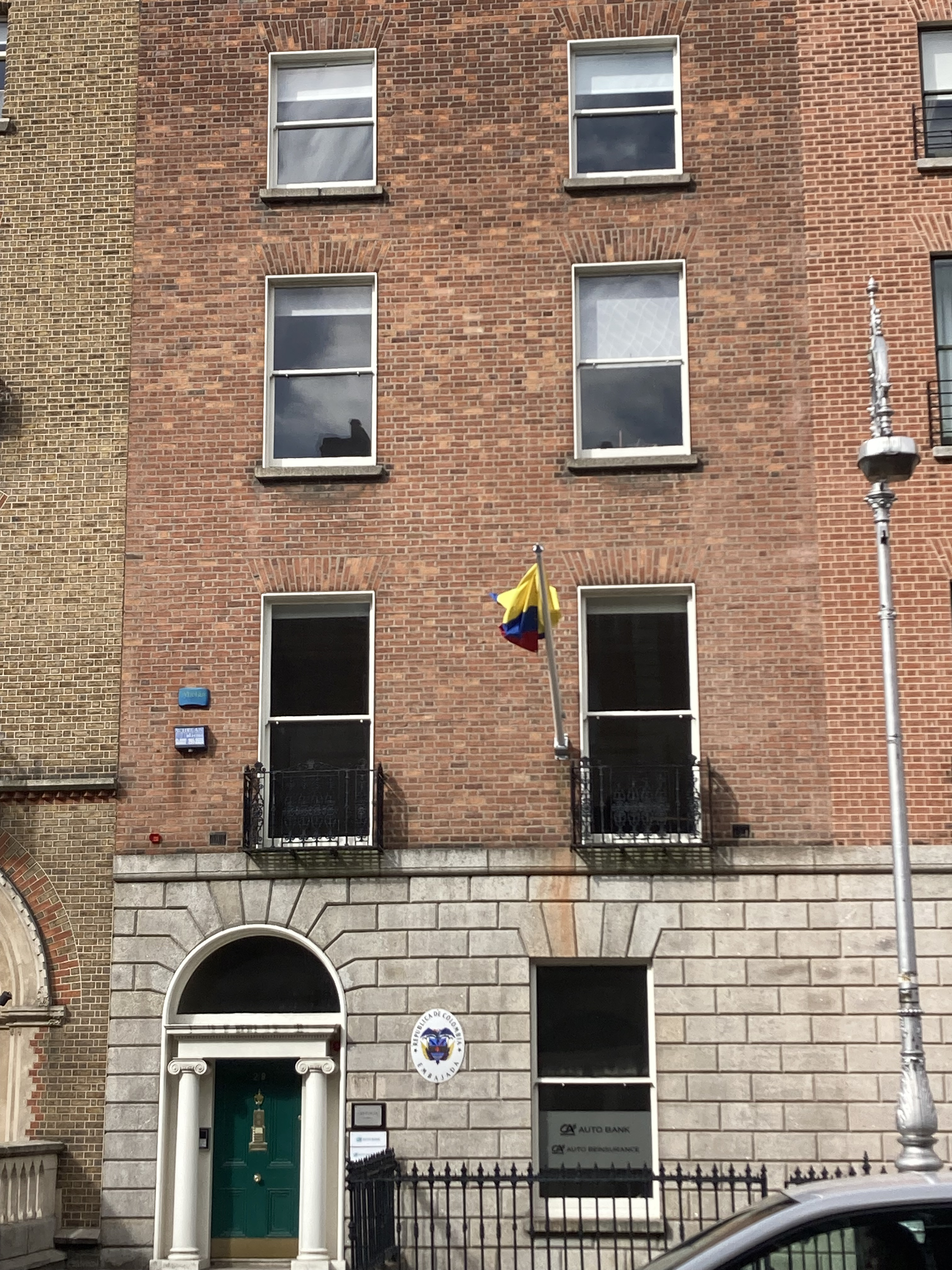
Ambassade à Dublin.
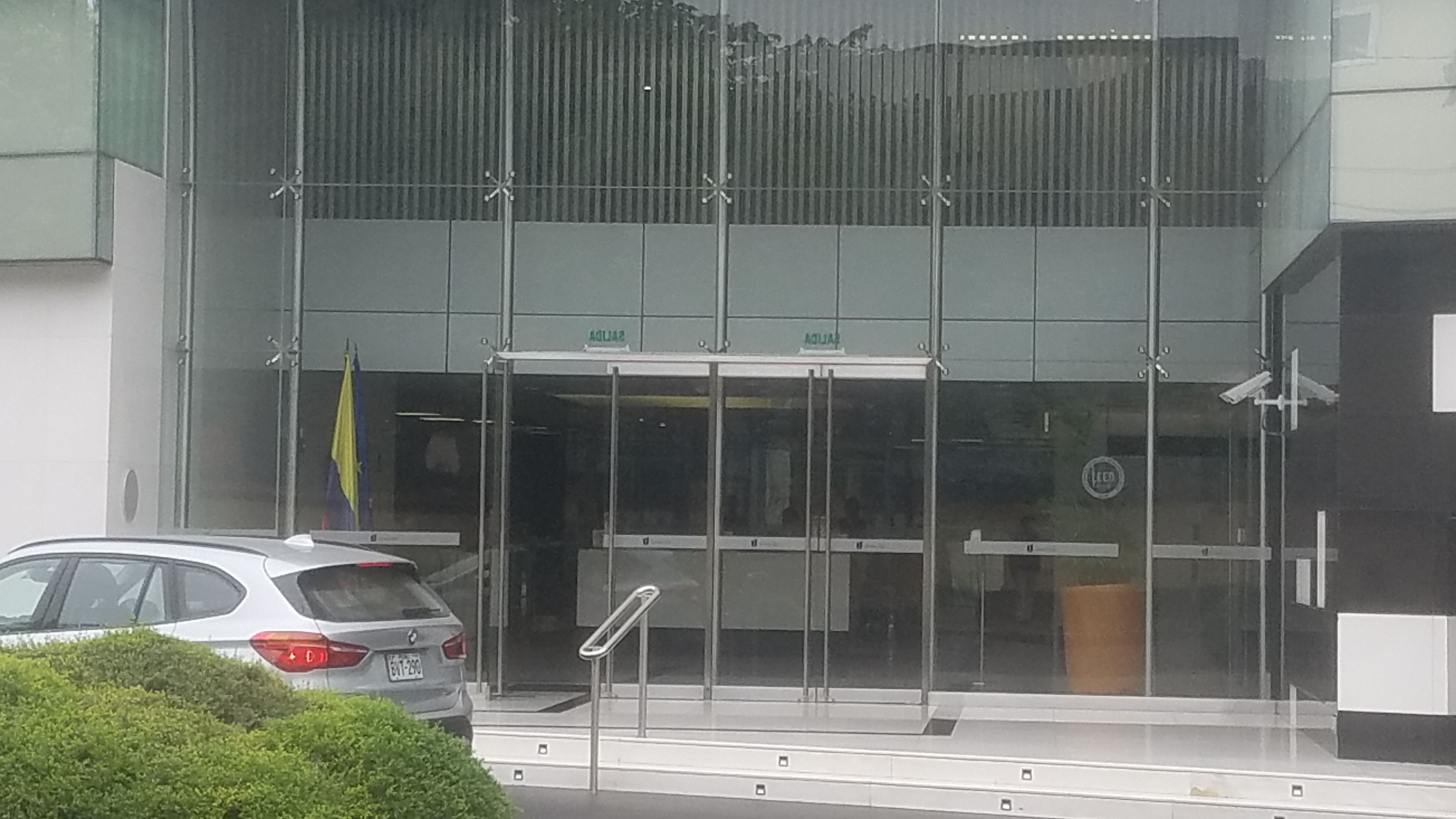
Ambassade à Lima.
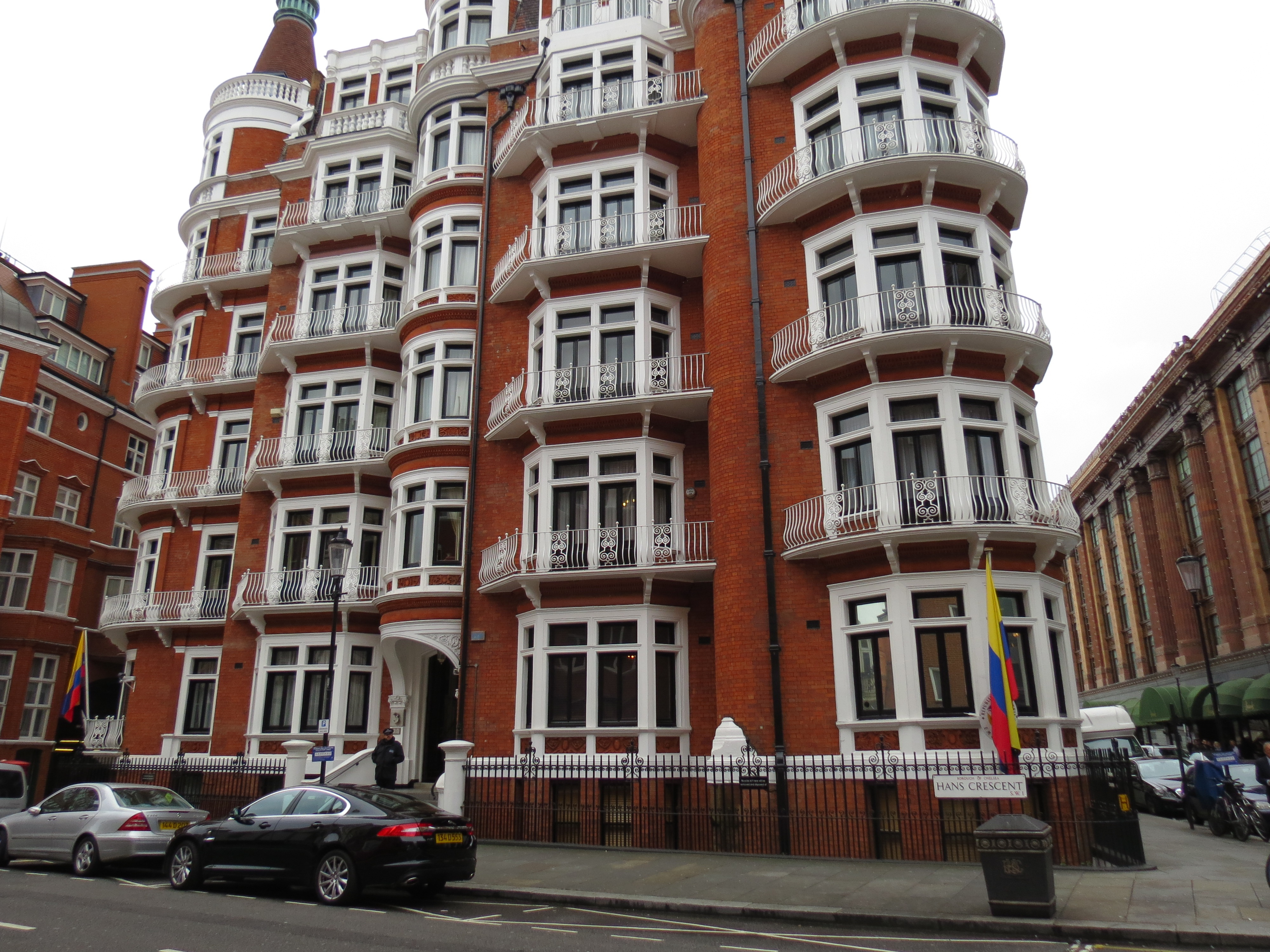
Ambassade à Londres.
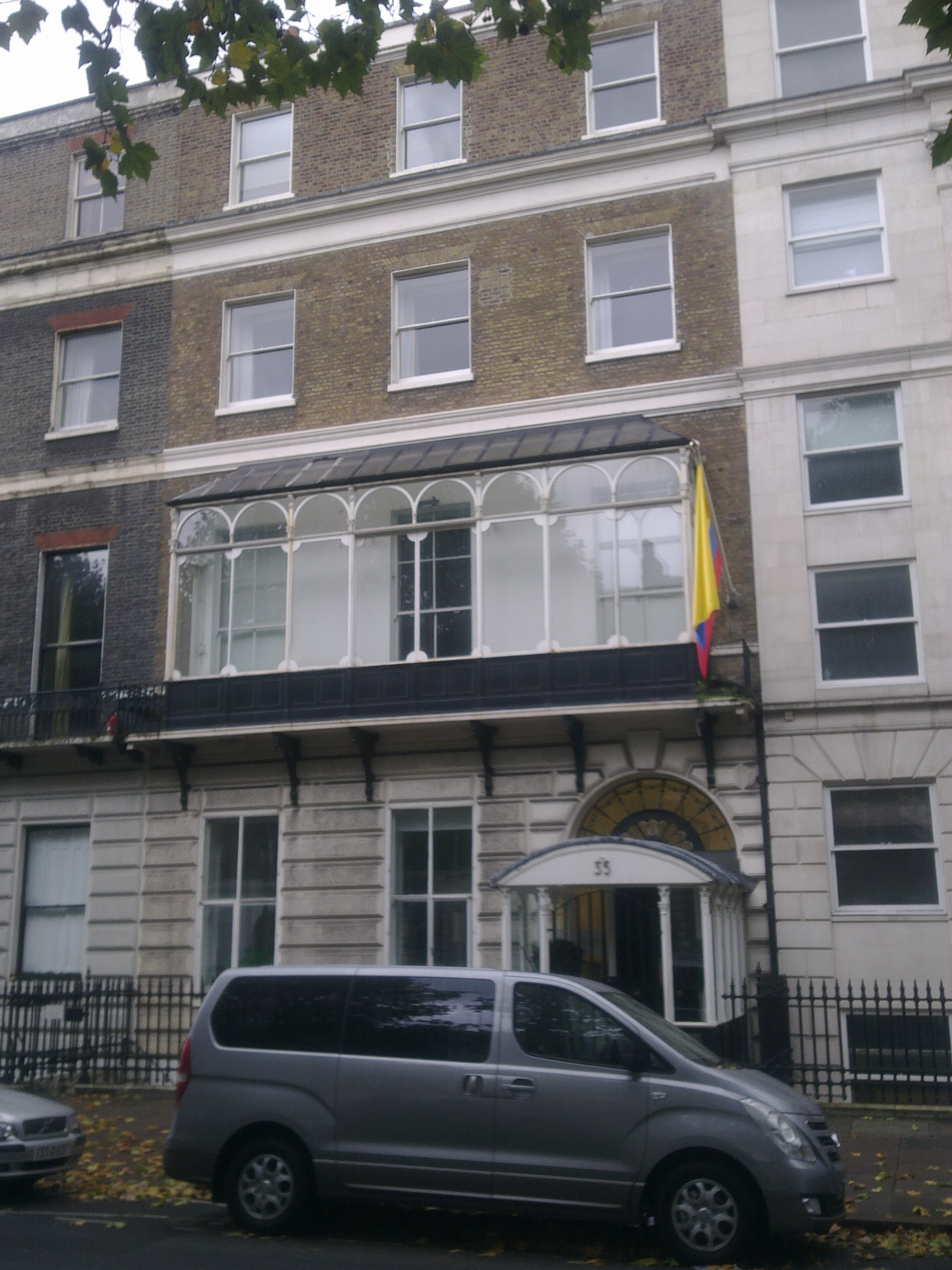
Consulat général à Londres.
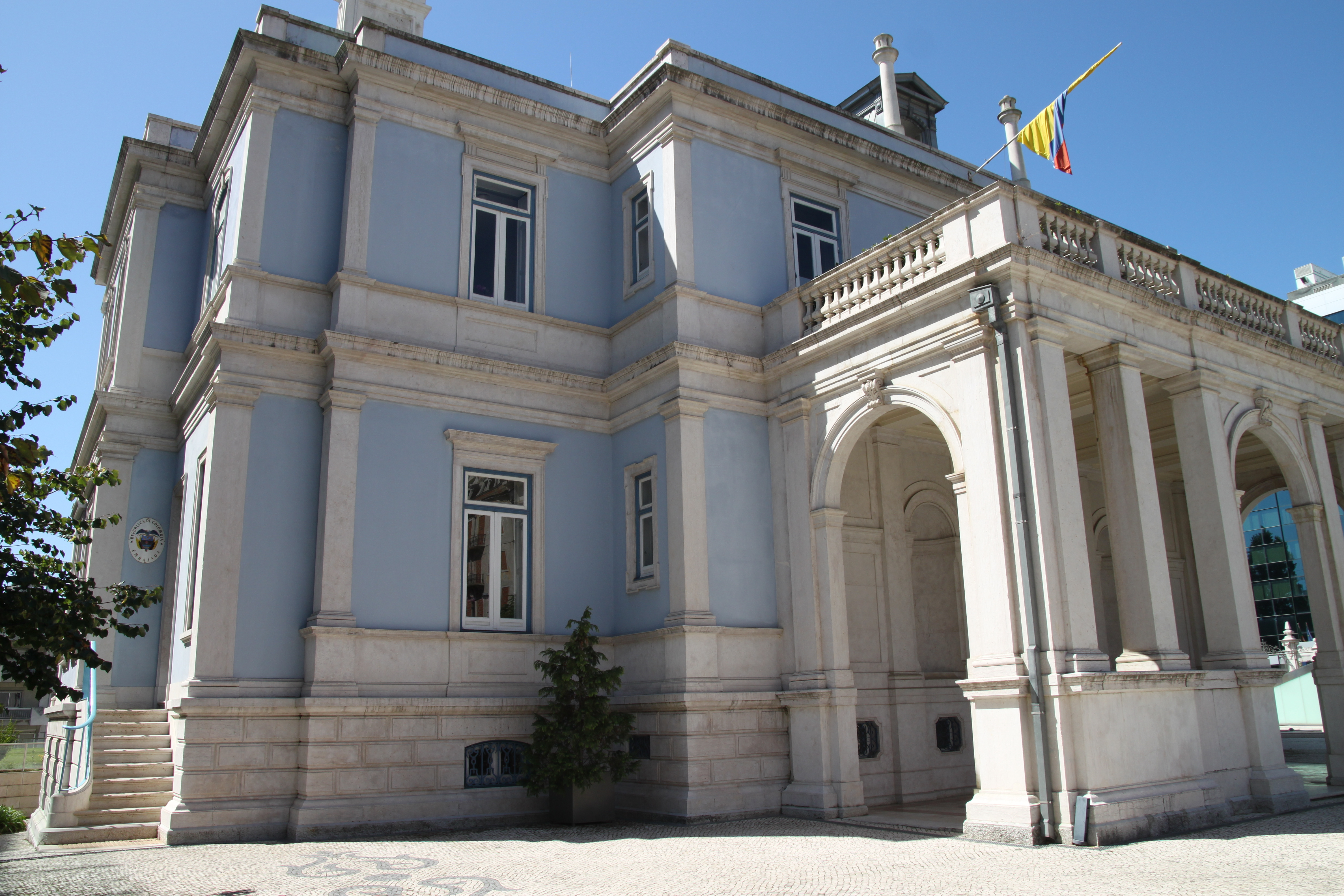
Ambassade à Lisbonne.
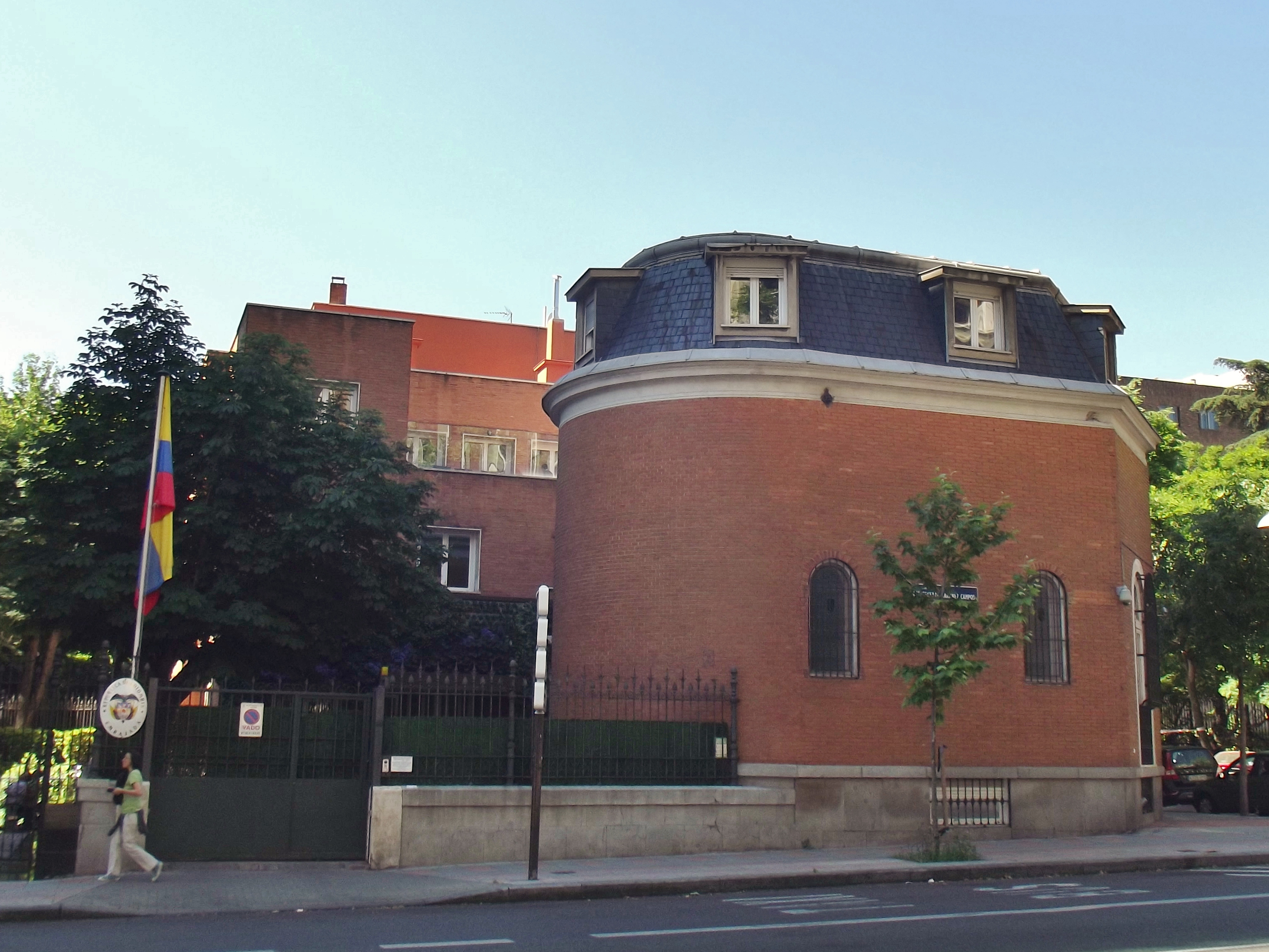
Ambassade à Madrid.
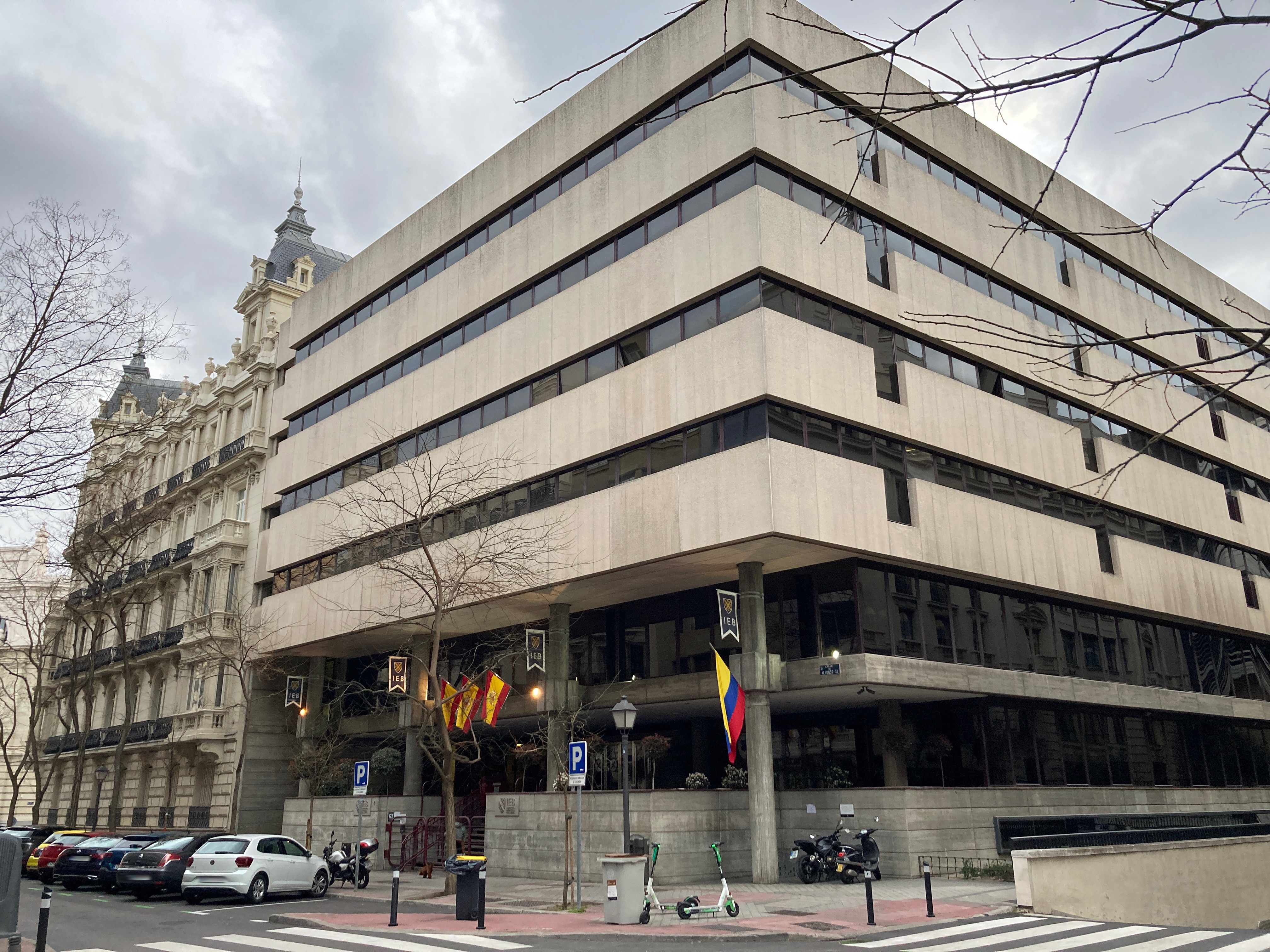
Consulat général à Madrid.
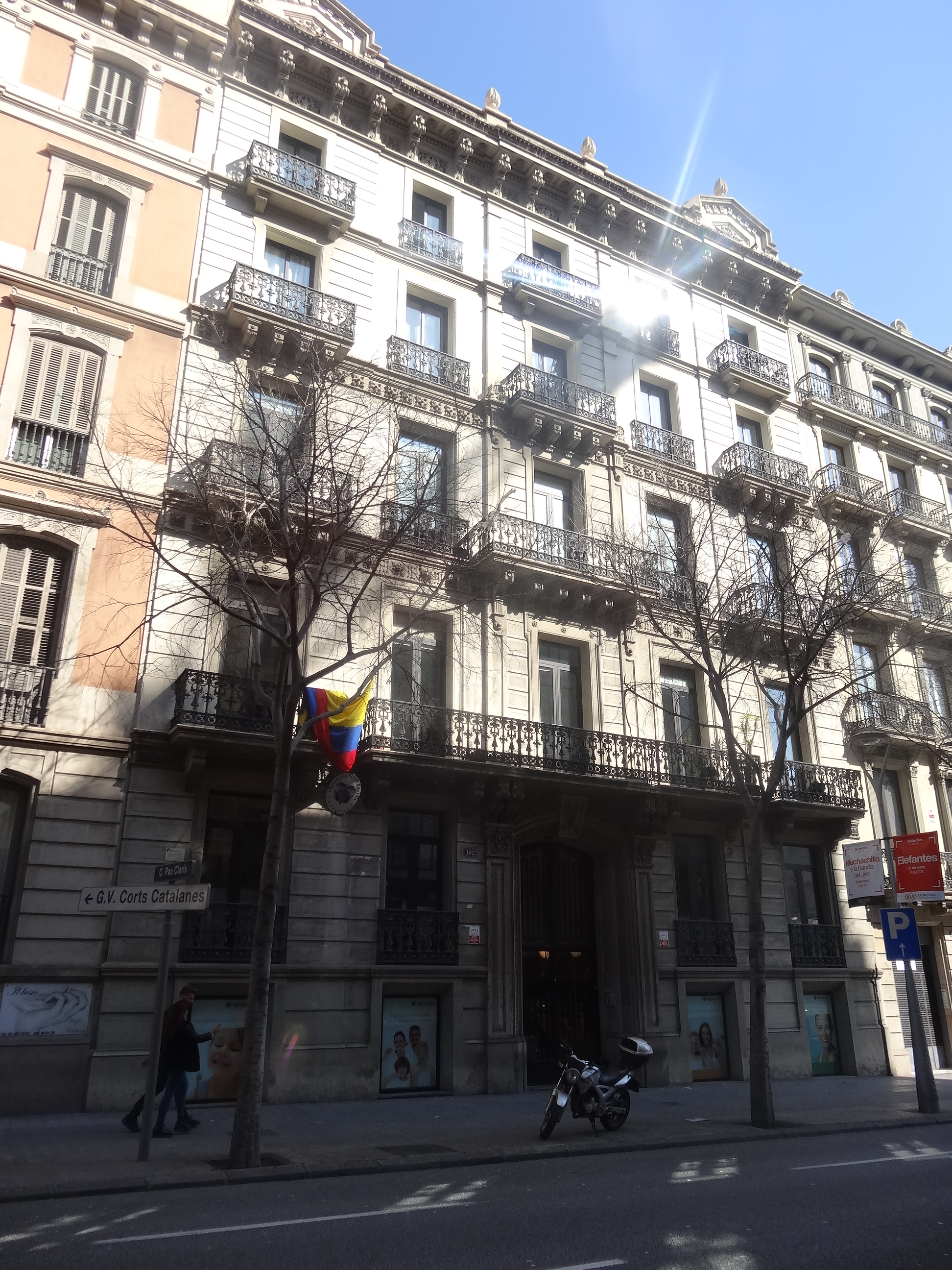
Consulat général à Barcelone.
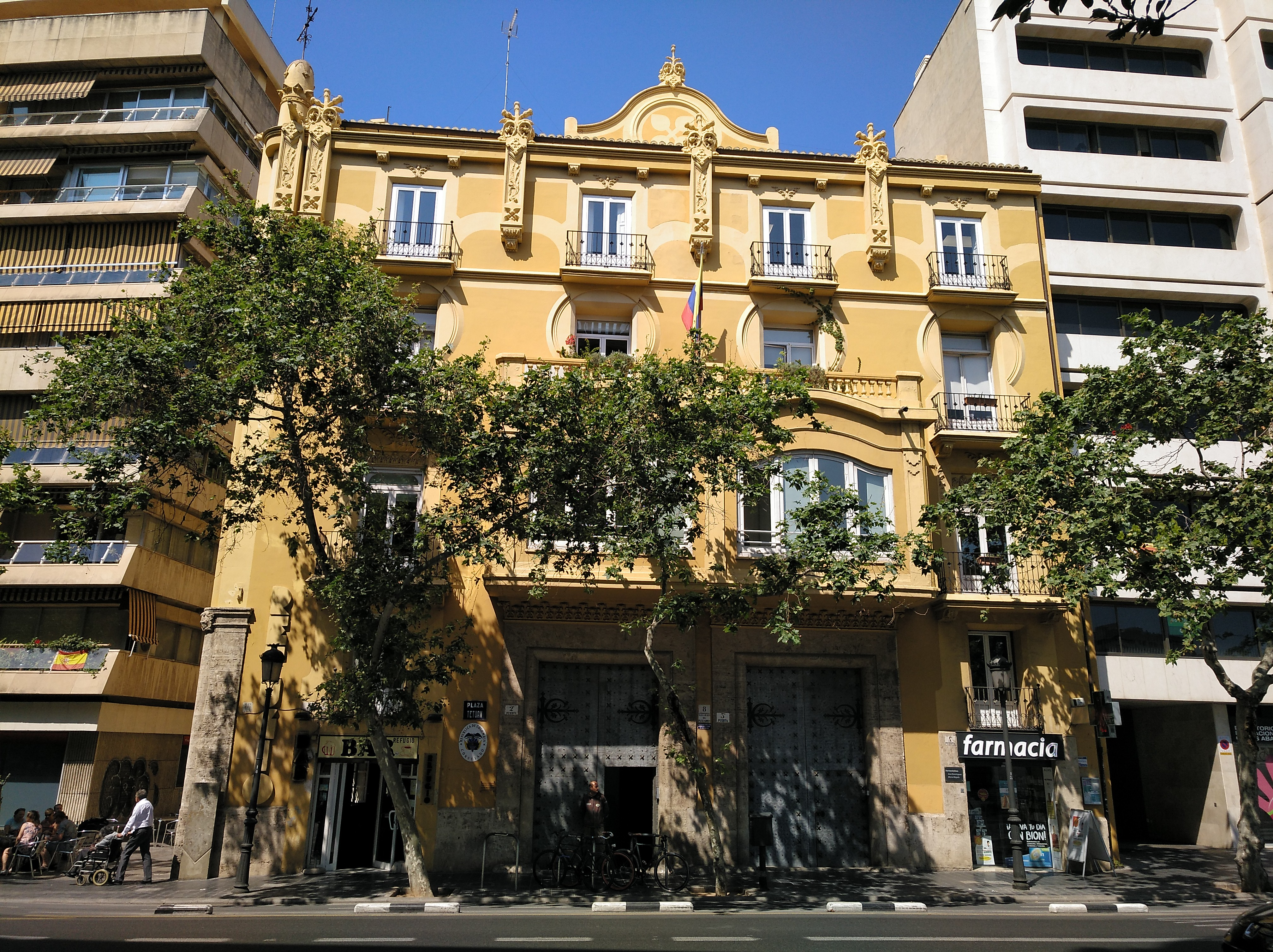
Consulat général à Valence.
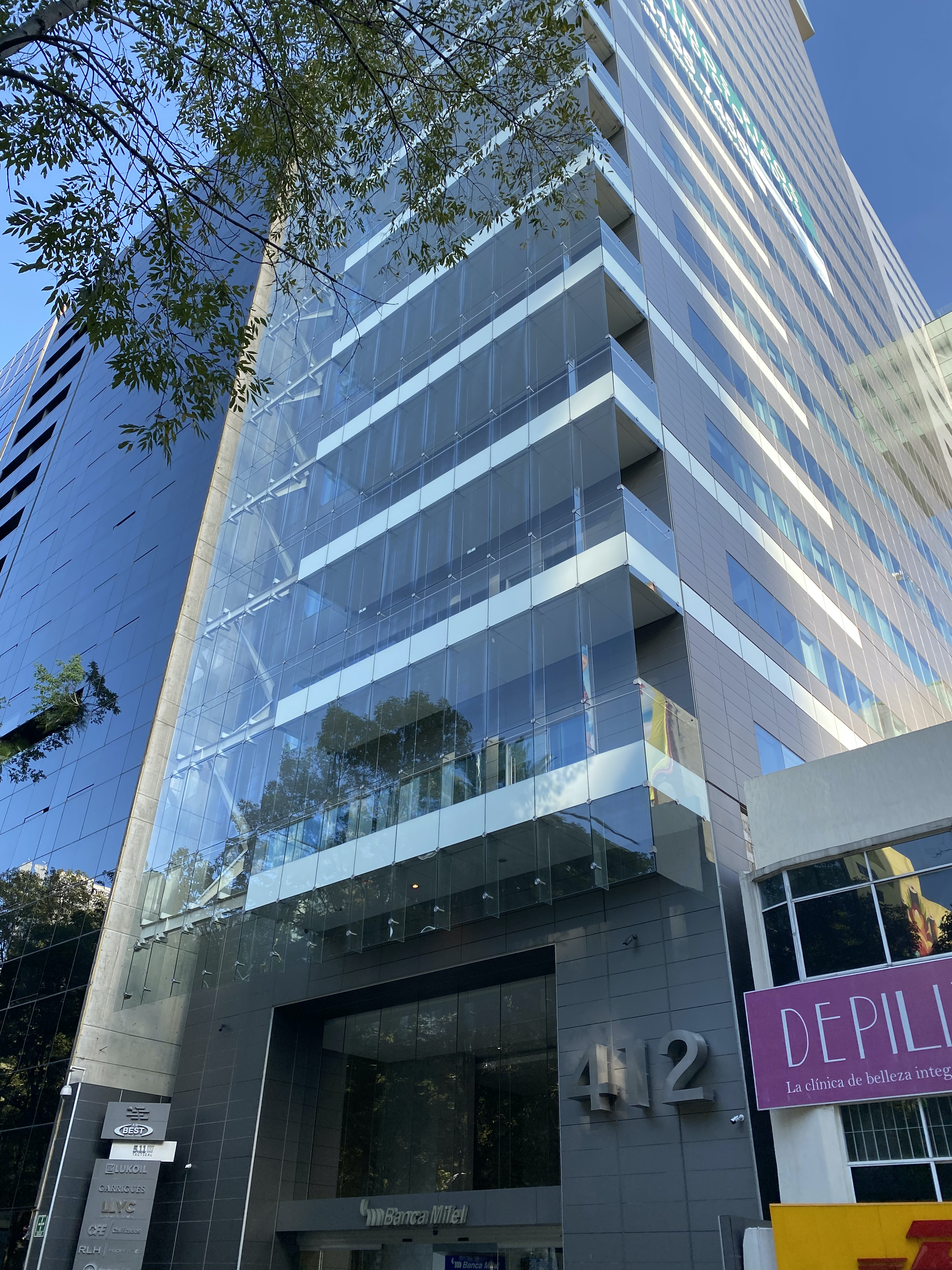
Ambassade à Mexico.
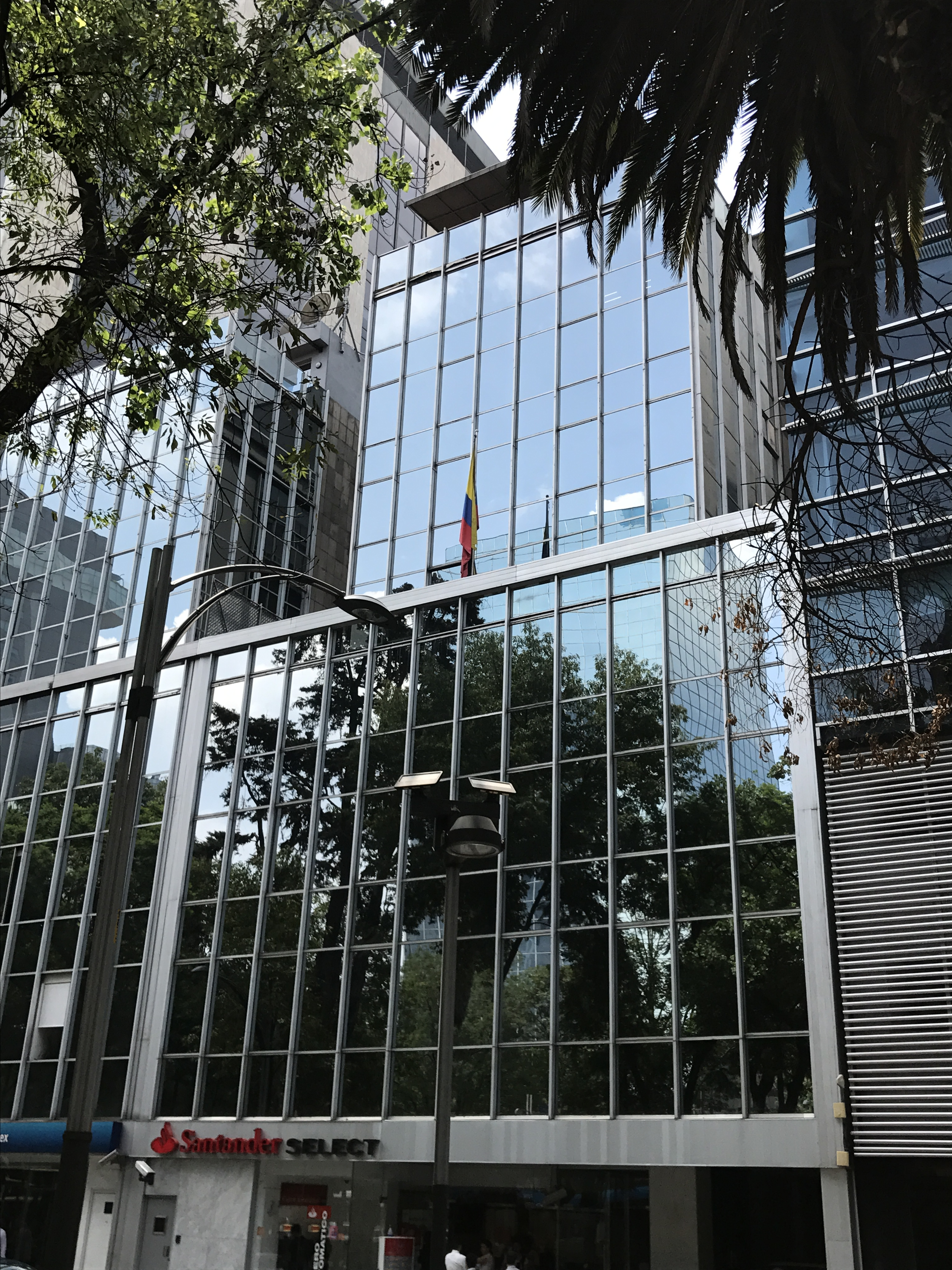
Consulat général à Mexico.
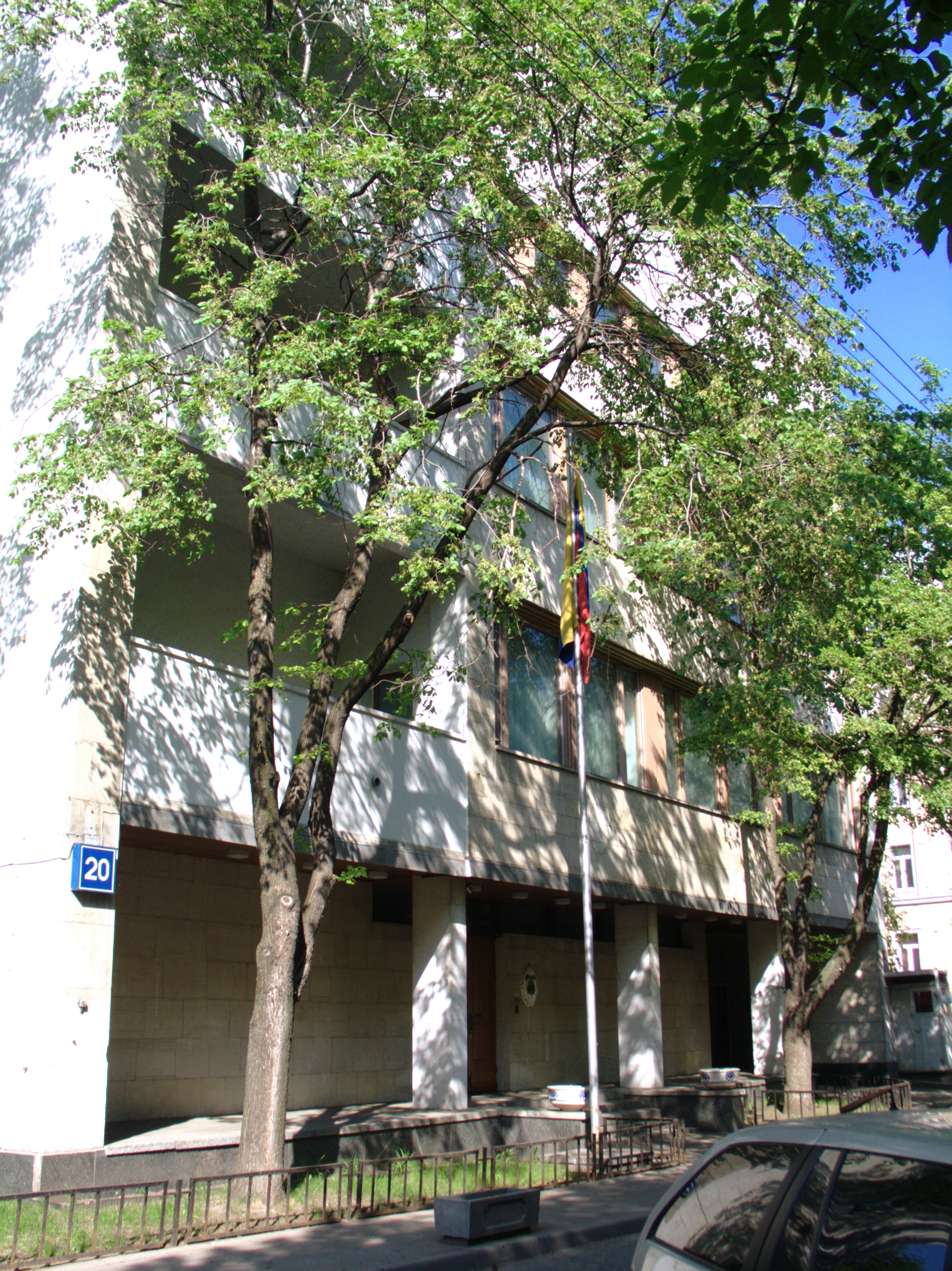
Ambassade à Moscou.
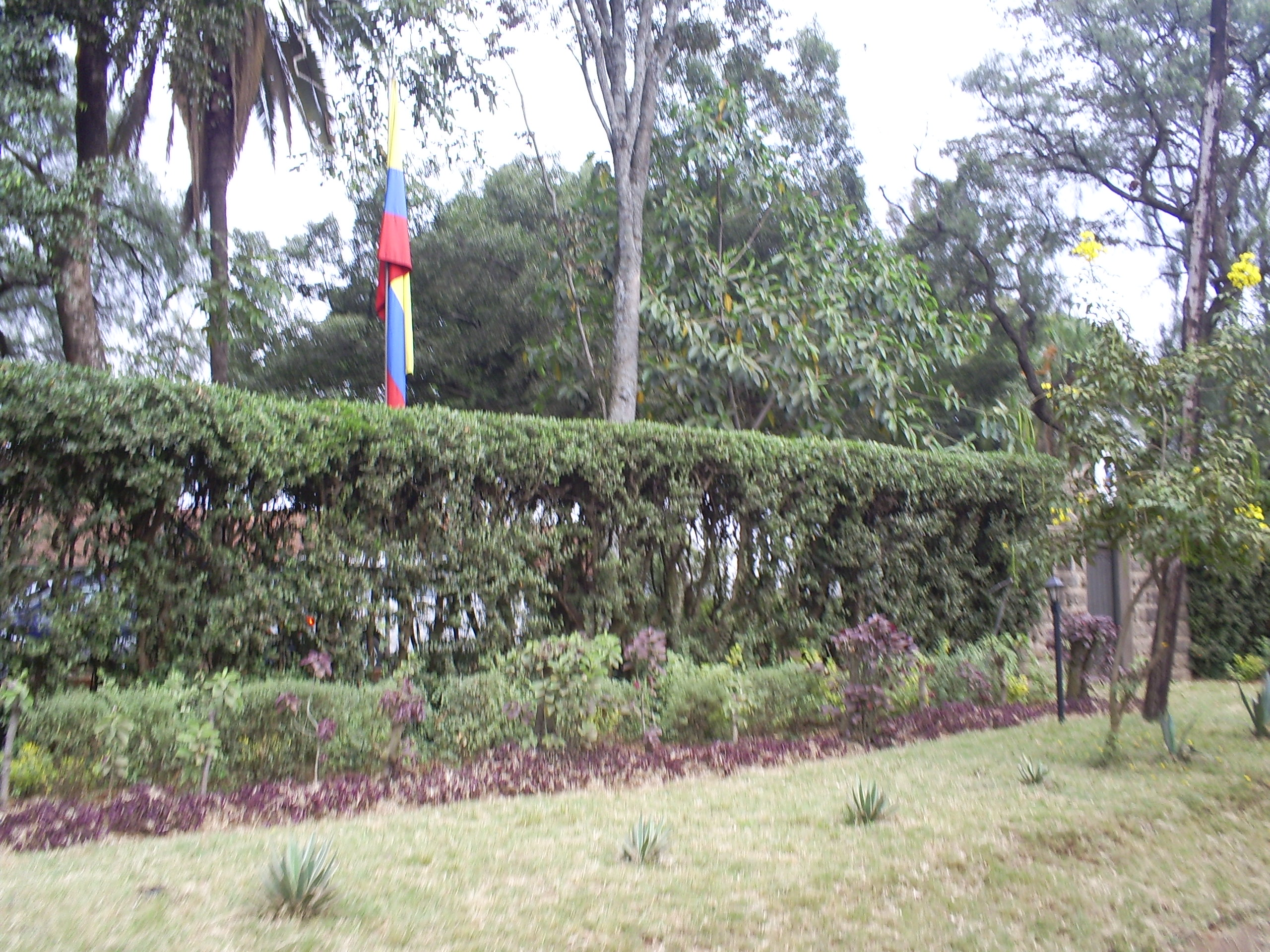
Ambassade à Nairobi.
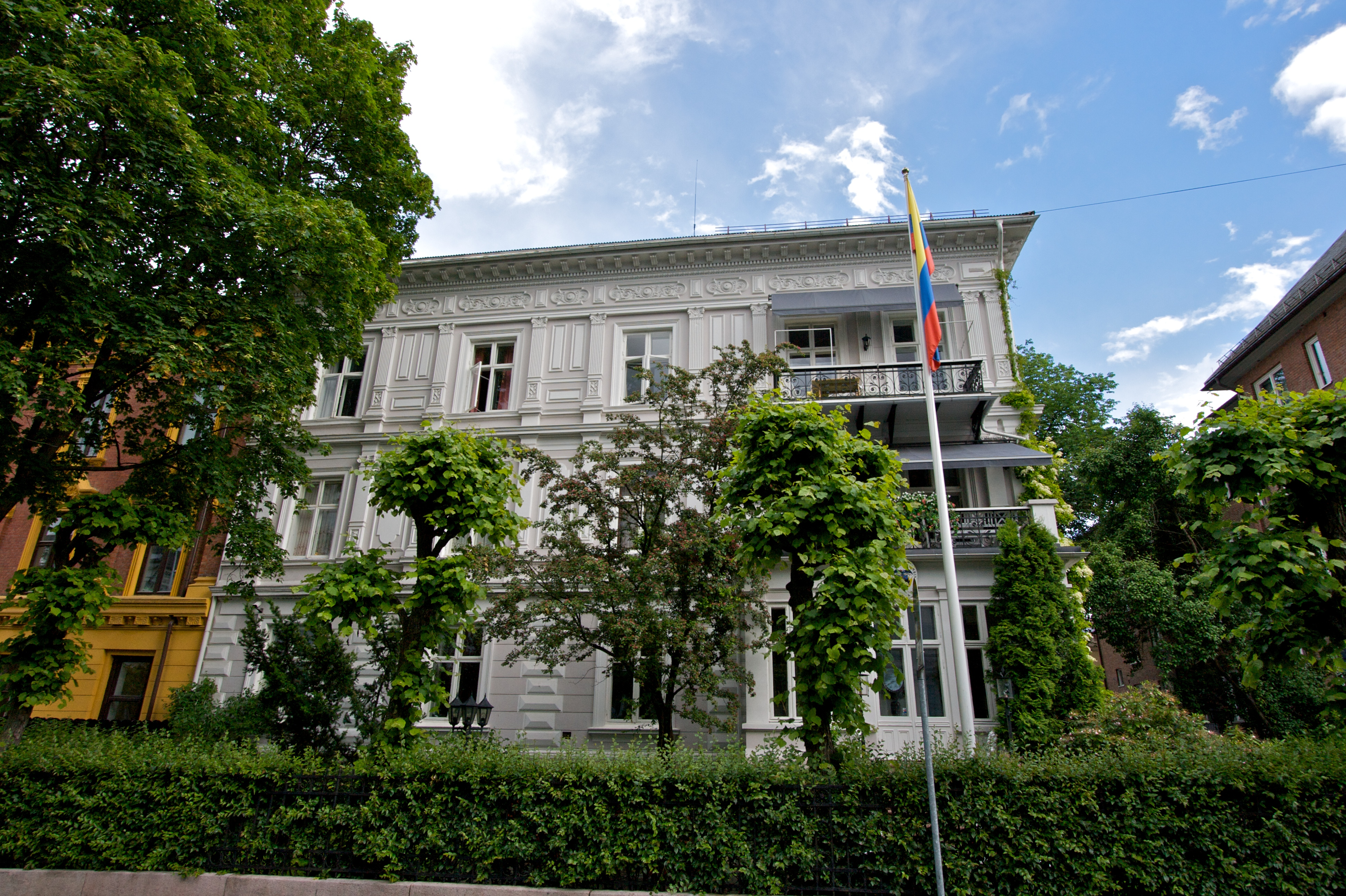
Ambassade à Oslo.
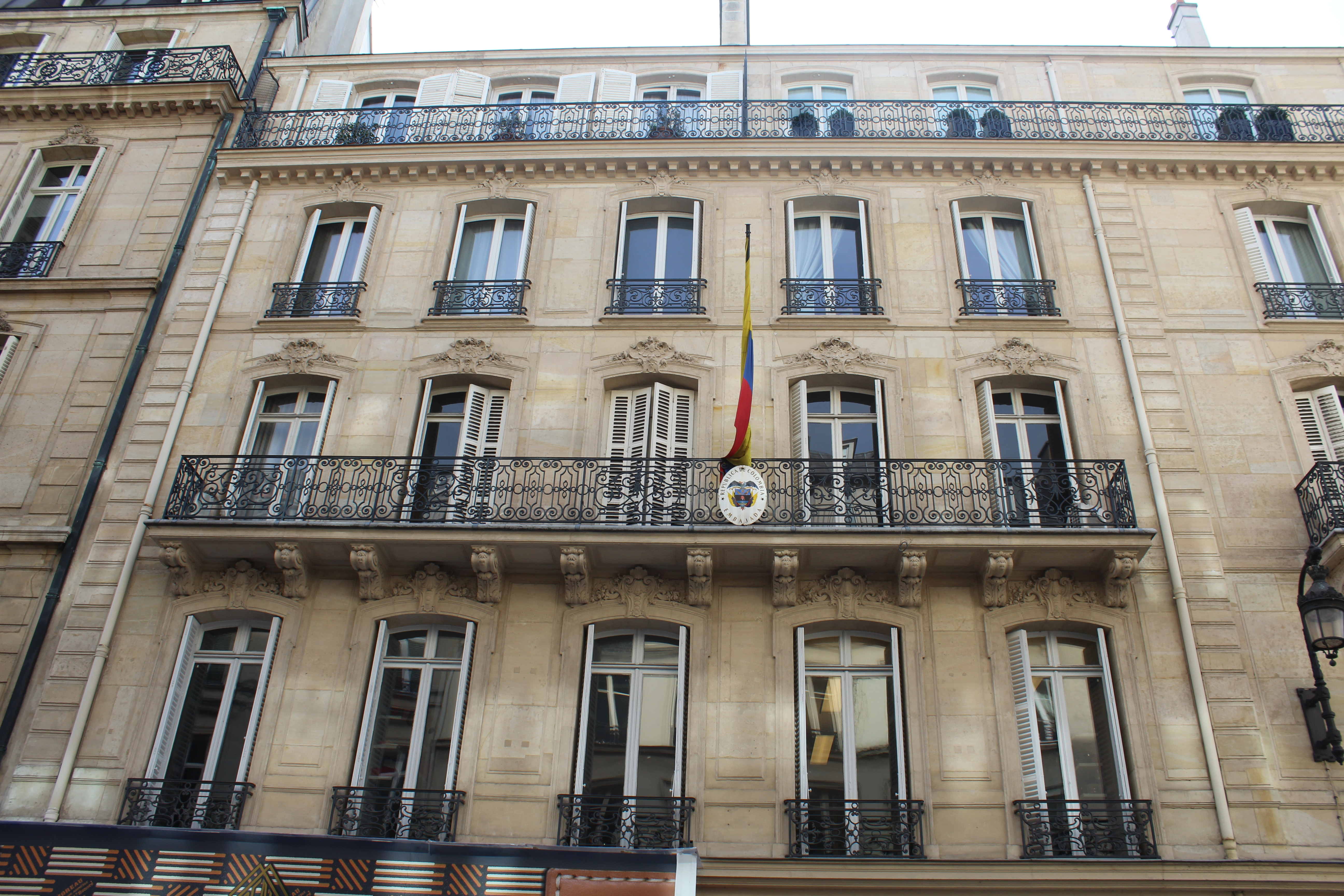
Ambassade à Paris.
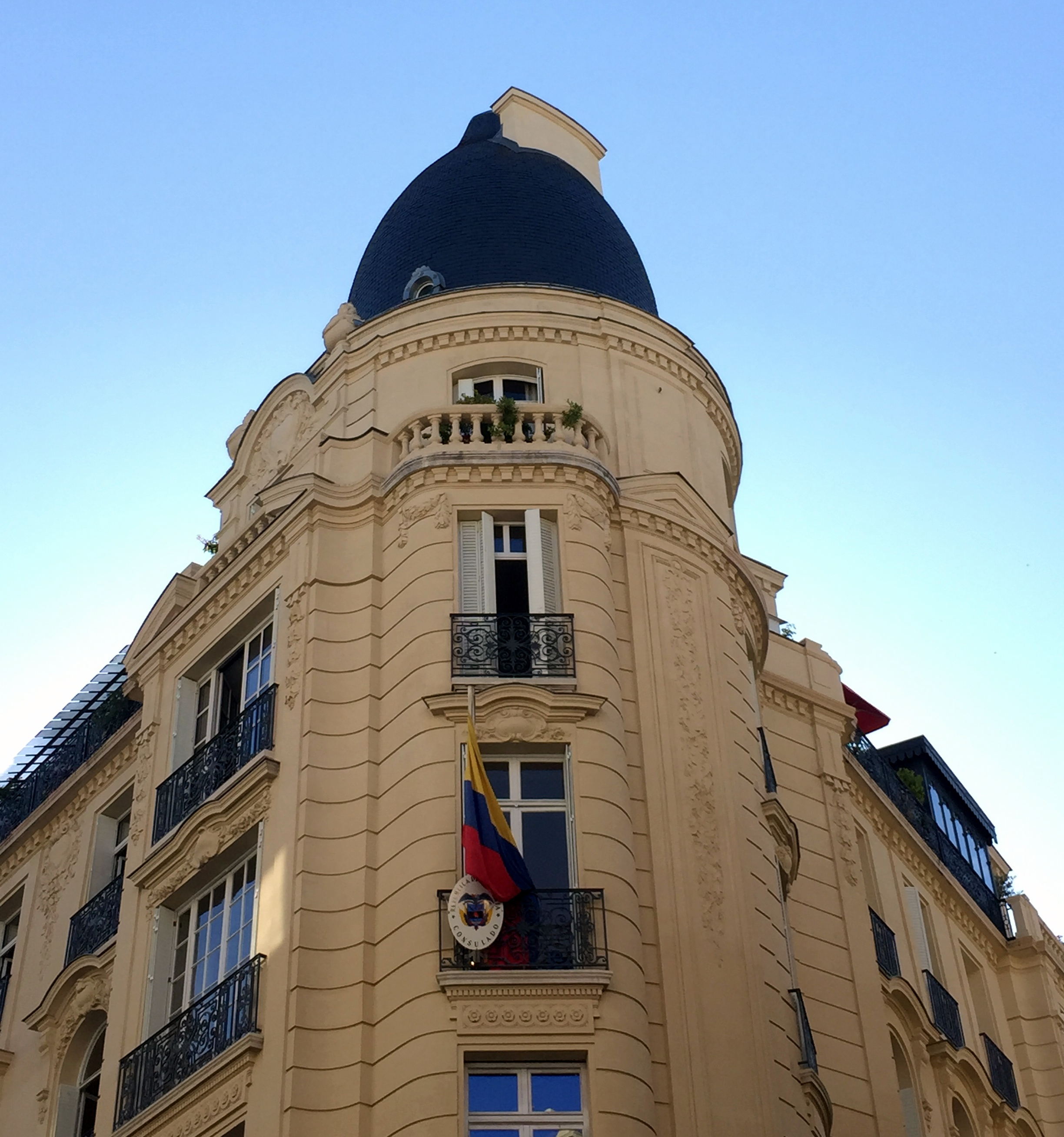
Consulat général à Paris.
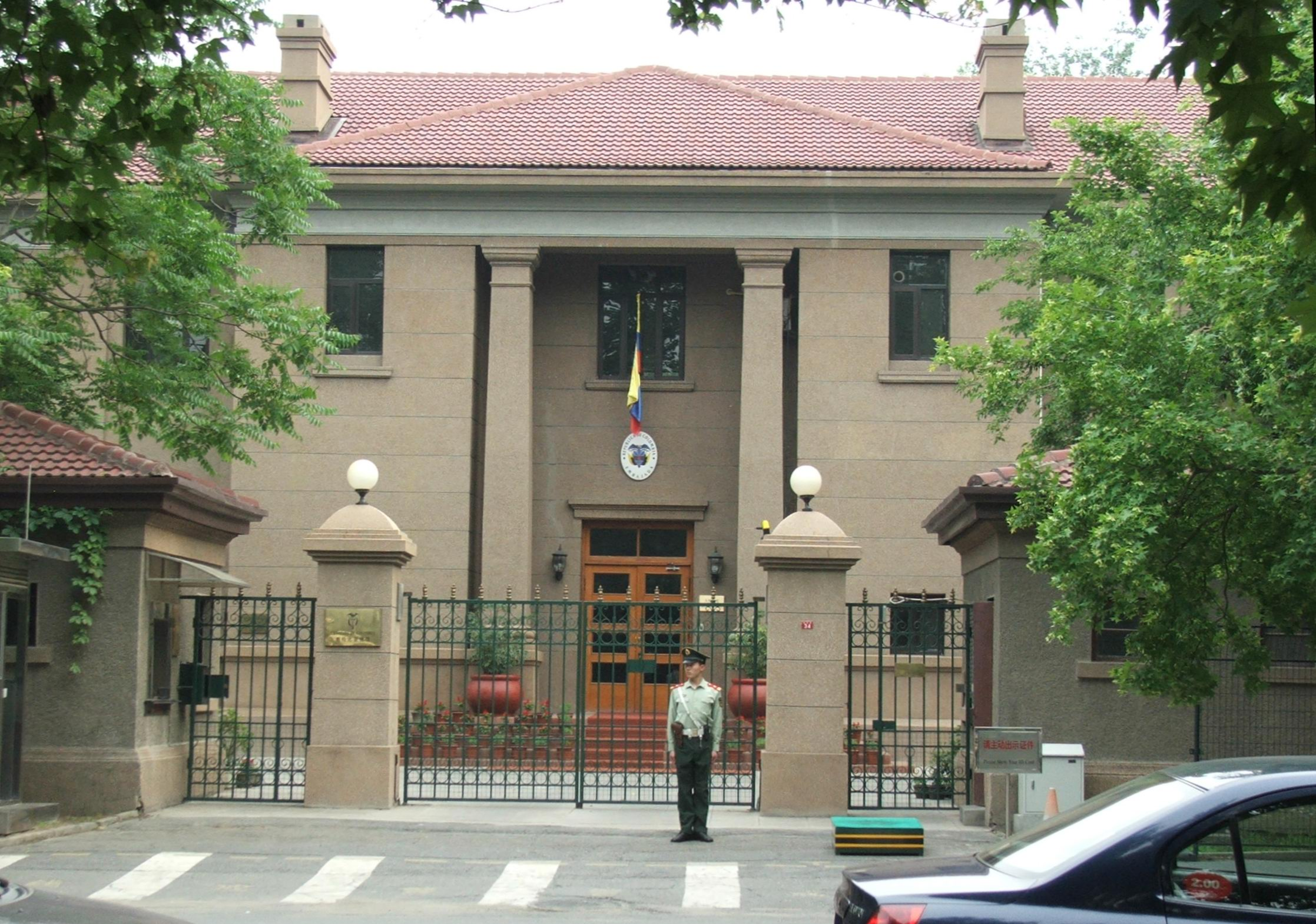
Ambassade à Pékin.
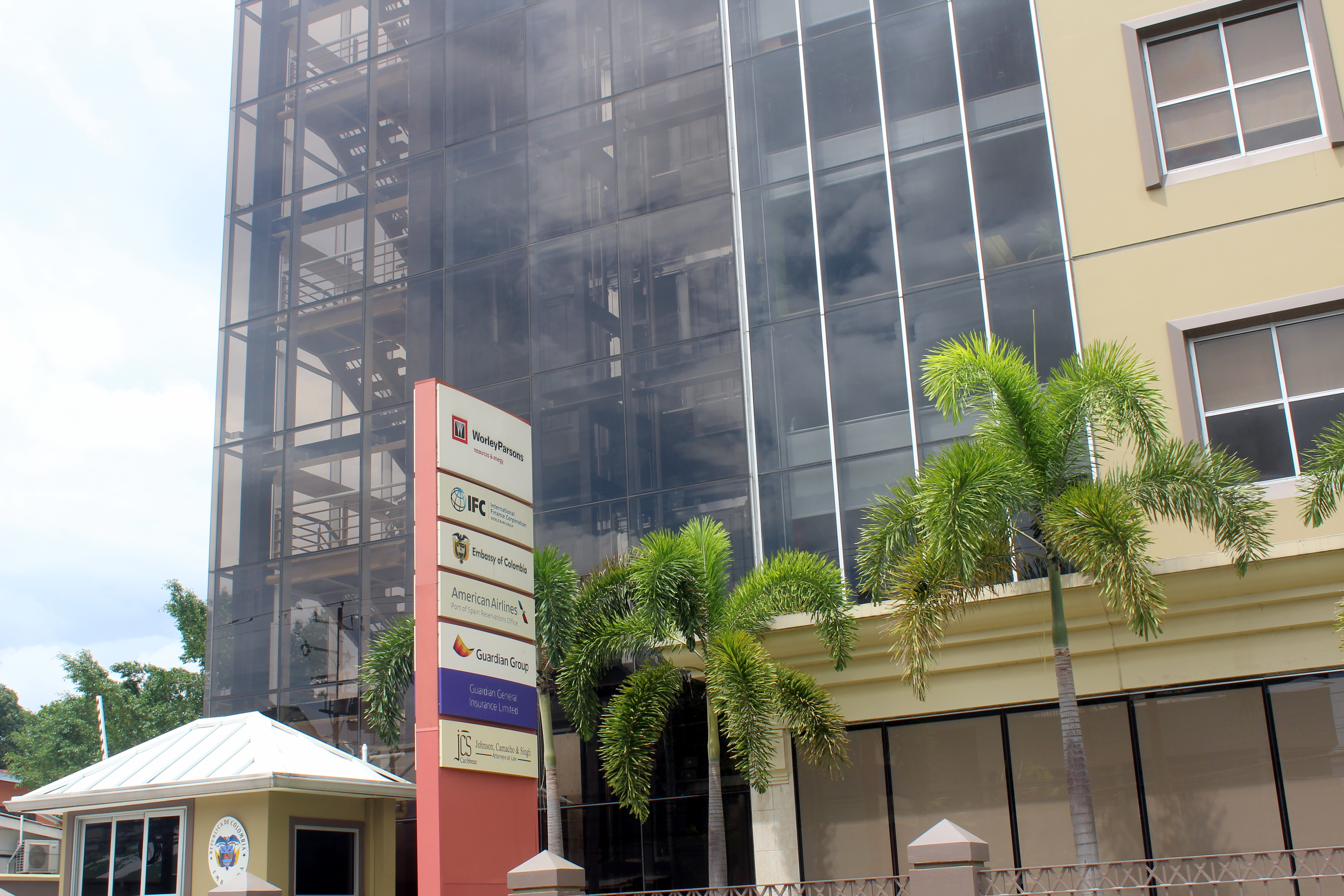
Ambassade à Port-d'Espagne.
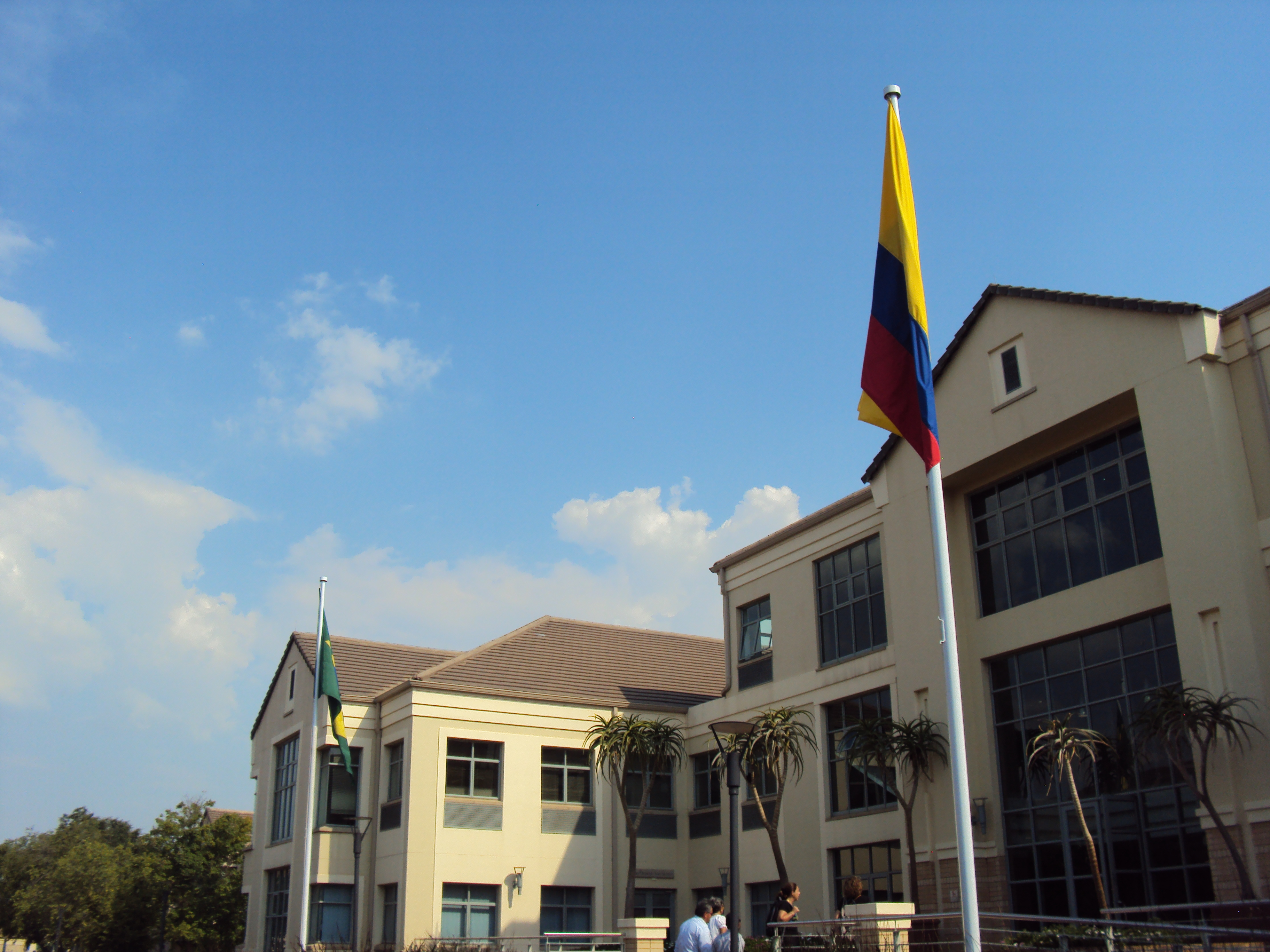
Ambassade à Pretoria.
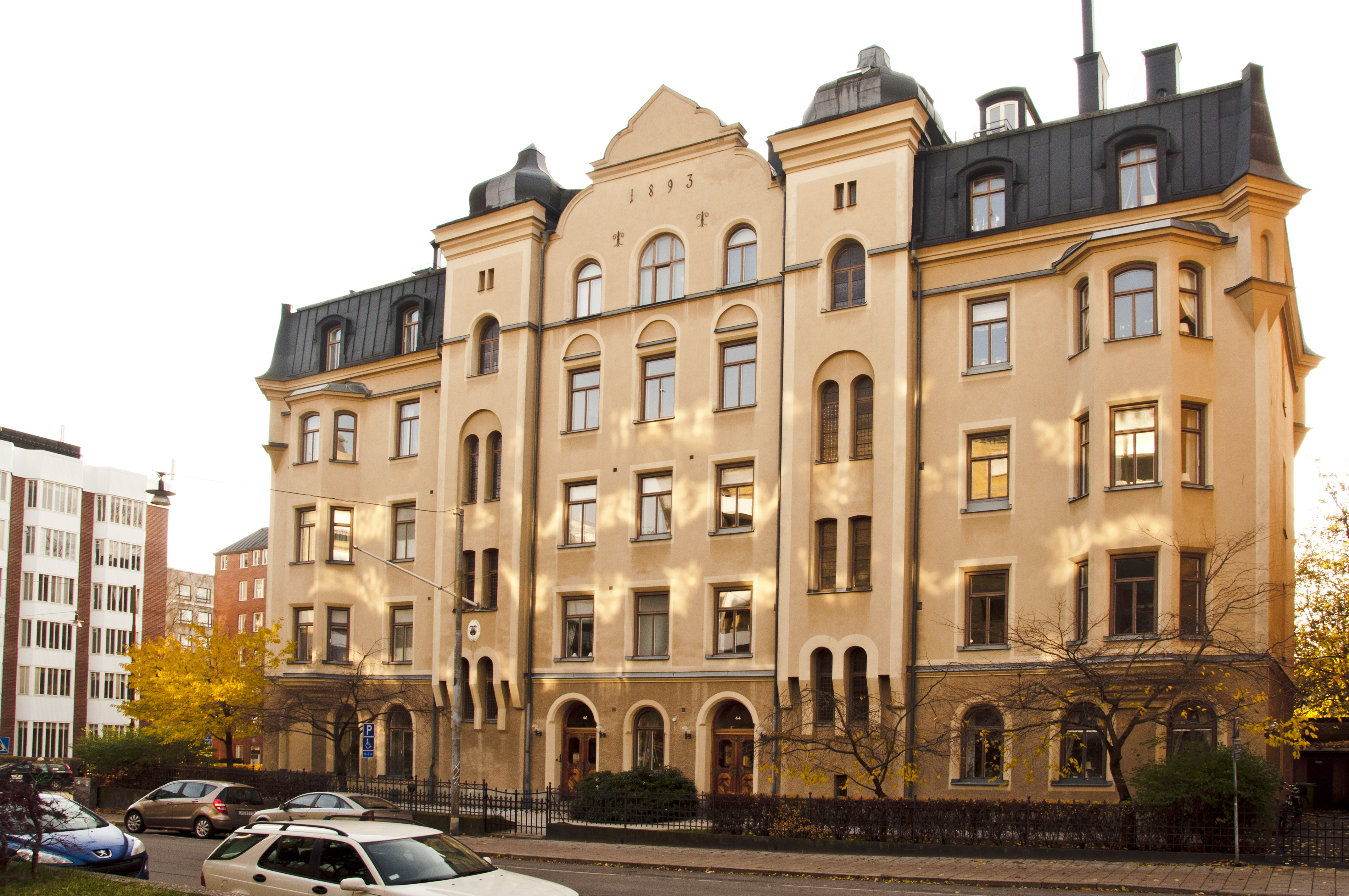
Ambassade à Stockholm.
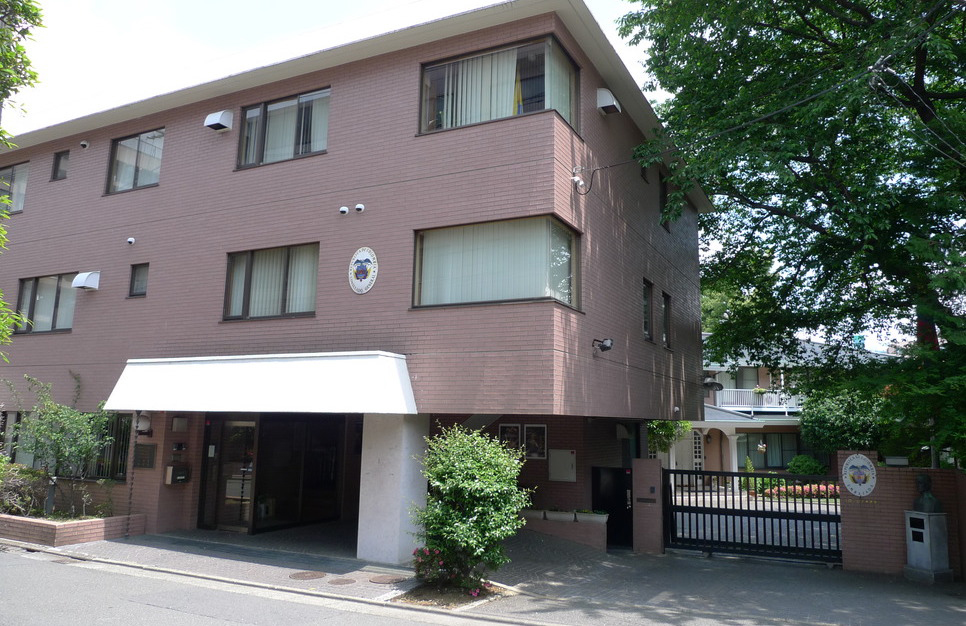
Ambassade à Tokyo.
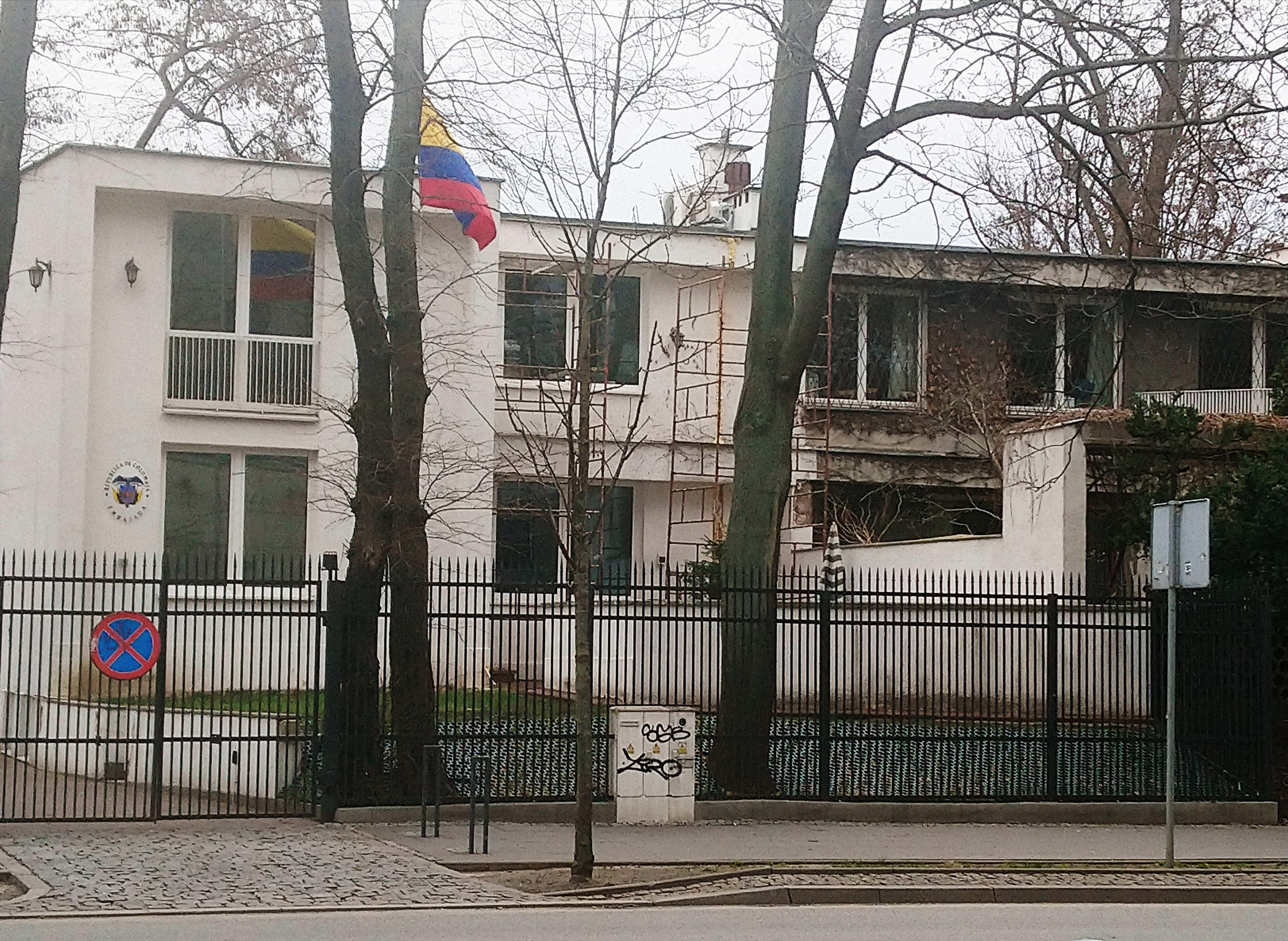
Ambassade à Varsovie.
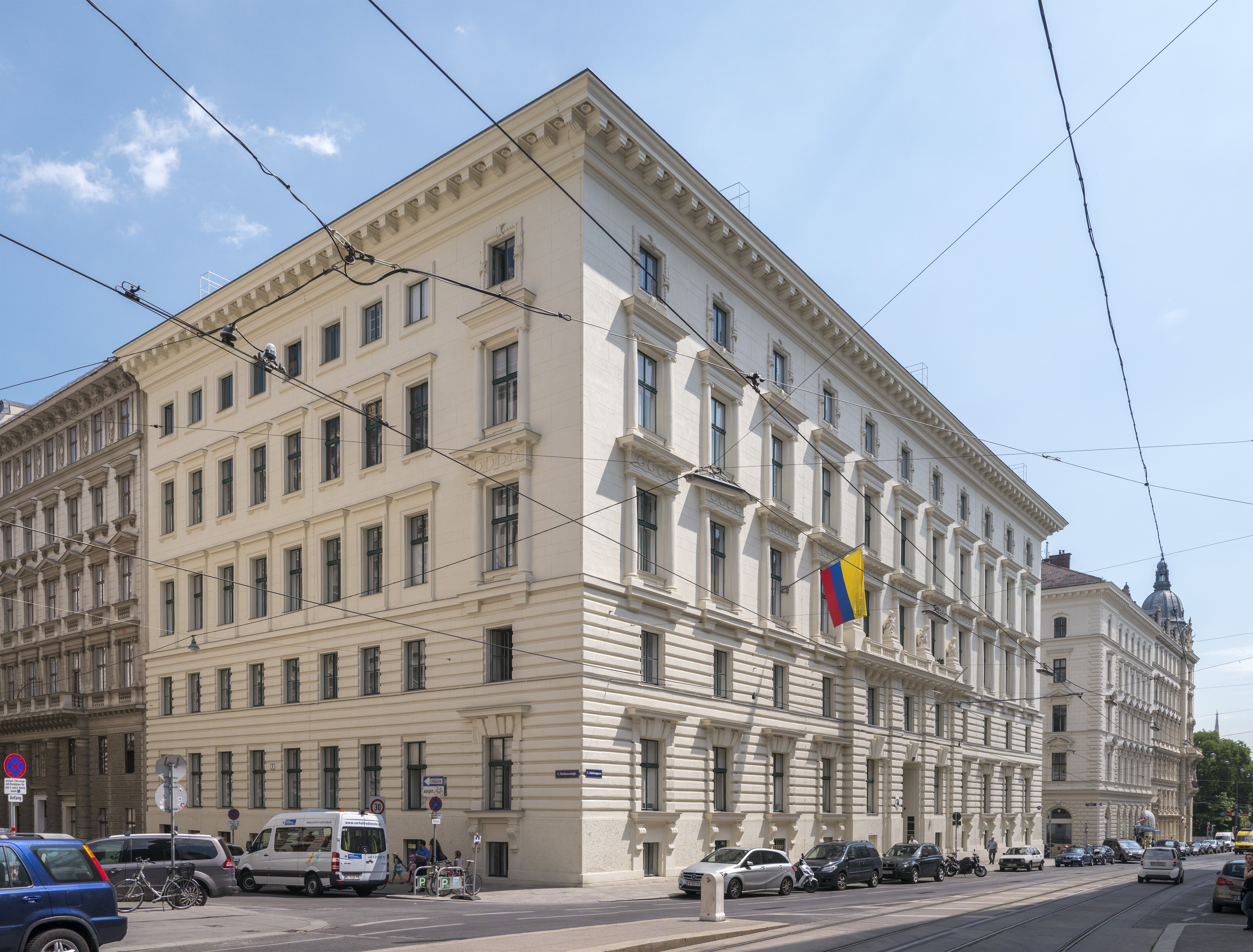
Ambassade à Vienne.
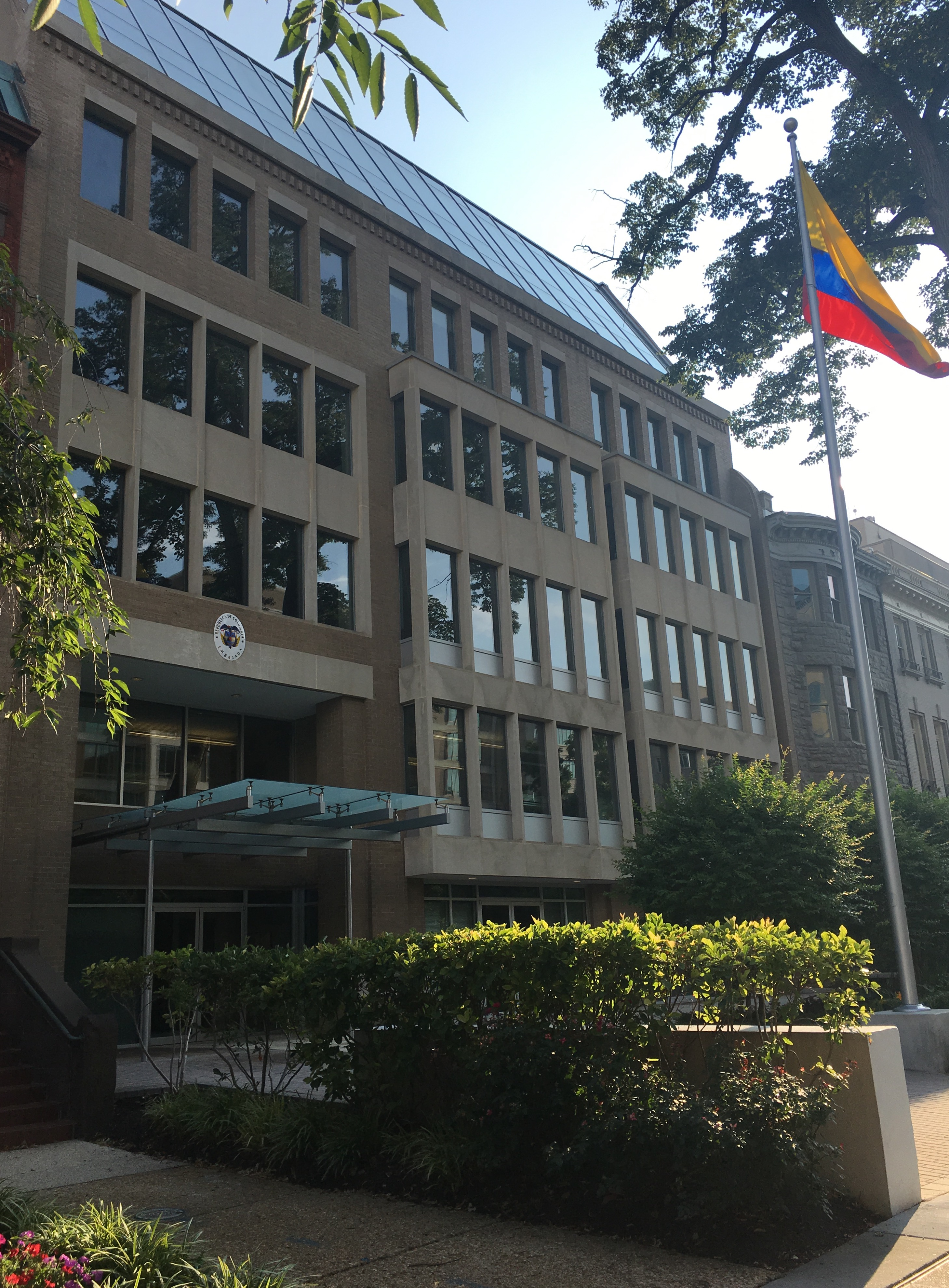
Ambassade à Washington.
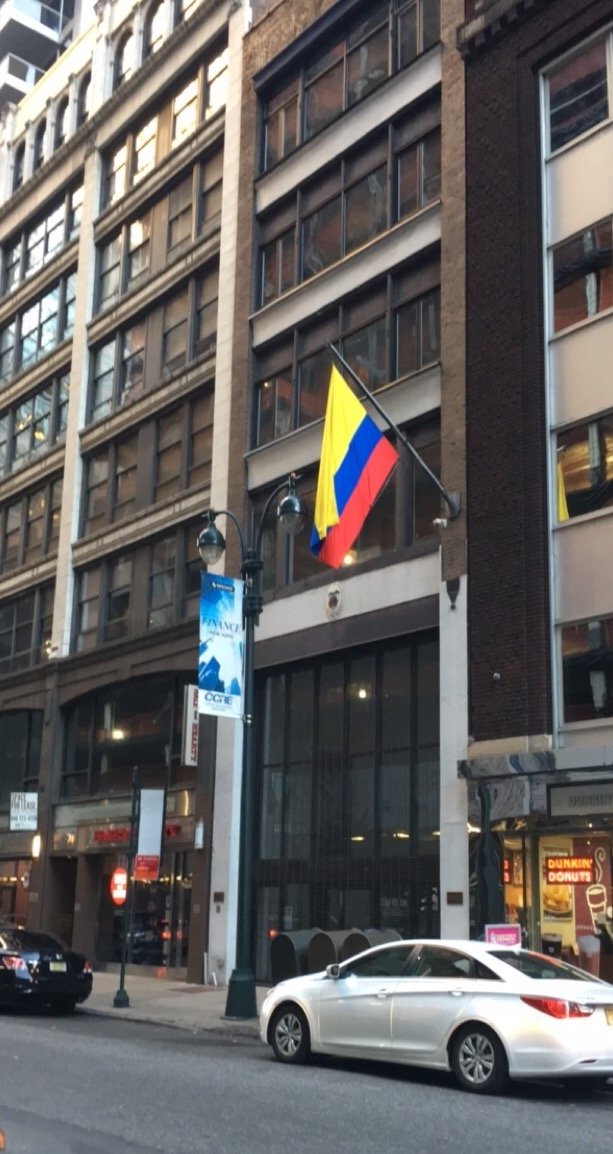
Consulat général à New York.